# アイドルマスター シンデレラガールズ
『アイドルマスター シンデレラガールズ』（THE IDOLM@STER CINDERELLA GIRLS）は、バンダイナムコエンターテインメントとCygamesが開発・運営していた『THE IDOLM@STER』の世界観をモチーフとする携帯端末専用のソーシャルゲーム。Mobage上で提供されており、サービス期間は2011年11月28日 - 2023年3月30日。
2015年にテレビアニメ『アイドルマスター シンデレラガールズ』が放映されたほか、同年9月から本作を題材にしたスマートフォン向けの音楽ゲーム『アイドルマスター シンデレラガールズ スターライトステージ』がiOS・Android向けアプリとして配信されている。2016年10月にはVRアイドルライブゲーム、『アイドルマスター シンデレラガールズ ビューイングレボリューション』が発売された。
この項目では、携帯端末専用のソーシャルゲーム、およびメディアミックス全般について扱う。

## 概要
アイドルが描かれたカードを集め、育成して、「お仕事」や「Liveバトル」を行っていく。主な略称は、「モバマス」「デレマス」「モゲマス」などがある。
190人の本作オリジナルキャラクターのアイドルが登場するほか、『THE IDOLM@STER 2』の765プロ所属アイドルと『THE IDOLM@STER Dearly Stars』の876プロ所属アイドルも登場する。
キャラクターデザインは『THE IDOLM@STER』関連のCDジャケットイラストなどを担当したイラストレーターの杏仁豆腐が起用され、一部のカードイラストも担当している。また、本作のCDジャケットイラストなどはイラストレーターのくろごまが担当している。
サービス開始当初はフィーチャーフォンにしか対応していなかったが、2011年12月16日よりスマートフォンにも対応した。また、2014年11月17日にはAndroid向けアプリが、11月25日にはiOS向けアプリがリリースされた。また、2015年10月28日にはGoogle Chrome版が、2017年11月9日にはAndApp版が配信され、PCでもプレイが可能となった。2018年7月31日にフィーチャーフォン版のサービスを終了した。
2014年12月2日、韓国の「Daum Mobage」において韓国版（Androidアプリ）のサービスを開始した。韓国版オリジナルのアイドルも登場する。この韓国版は、2016年3月14日にMobageが韓国から撤退したため、サービスを終了した。
『アイドルマスター』シリーズには元々熱心なユーザーが多く、これまでのシリーズ作品でも販売数に対しコンテンツダウンロードで大きな売り上げを記録しており、本作においてもアイテム課金が多額となるユーザーの存在が指摘されている。
テレビアニメ版は、2015年1月から4月まで前半（1stシーズン）を放送し、同年7月から10月まで後半（2ndシーズン）を放送した。また、本作を題材にしたスマートフォン向け音楽ゲーム『アイドルマスター シンデレラガールズ スターライトステージ』が同年9月3日からAndroid向けアプリ、同年9月10日からiOS向けアプリとして配信されている。同じく本作を題材としたPlayStation VR専用VRアイドルライブゲーム、『アイドルマスター シンデレラガールズ ビューイングレボリューション』が2016年10月13日に発売された。
2023年3月30日をもってサービスを終了した。

## ゲームシステム

### アイドル育成

#### ガチャ
オーディションを開催し、1回につき1枚のアイドルのカードを手に入れる。
ローカルオーディションガチャ（無料ガチャ）
ローカルオーディションガチャ（ローカルガチャ）は、友情ポイント（後述）200ポイントにつき1回実施できる。無料ガチャは、1日に1度、友情ポイントを消費せずに実施することができるローカルガチャである（毎日午前5時に「新着情報」として更新される）。基本的にはレア度（後述）が「ノーマル」のアイドルが手に入るが、稀に「レア」のアイドルや「トレーナー」系のカードが手に入る場合がある（確率は非公開となっている）。「Sレア」については不明である。ちなみにローカルオーディションガチャは、2回〜10回の間なら連続でガチャを引くことができる。
プラチナオーディションガチャ（有料ガチャ）
Mobageの有料仮想通貨「モバコイン」を300枚使用するか、イベント報酬などで手に入る「プラチナオーディションガチャチケット」を1枚使用することで1回実施することができる。現在はレア度別提供割合が公開されており、「レア」のアイドルが98.5%、「Sレア」のアイドルが1.5%の確率で手に入る。キャラクター個別の提供割合は長らく公開されていなかったが、2016年10月14日15時に公開されるようになった。また、通常のプラチナオーディションガチャの他に、期間限定のアイドルを入手することができるガチャが定期的に実施されている。当初は後述のコンプガチャによって期間限定のアイドルを提供していたが、バンダイナムコホールディングスが2012年5月10日付で消費者庁からの注意喚起を受け、コンプガチャによる課金システムの取り扱いを2012年5月末までに終了した。コンプガチャ終了後は、これに代わるイベント形式のガチャが定期的に入れ替わりで実施されている。
コンプガチャ（廃止）
プラチナオーディションガチャに期間限定で特定の「レア」アイドル（5-6名程度）が提供され、それらを全て揃えるとその特典として特別な「Sレア」アイドルが手に入るというシステム。先述の通り、現在は行われていない。
スカウト券ガチャ（有料ガチャ）
期間中は有料ガチャを引くとアイドルと共に「スカウト券」が発行され、スカウト券を規定数集めるとSレアを含む期間限定アイドルと交換できる仕組みのガチャ。1度スカウトを行うと、2度目以降のスカウトでは必要なスカウト券の枚数が軽減される。当初は発行されるスカウト券の枚数が固定であったが、現在はランダムで枚数が抽選され、スロットによる演出で発行されたスカウト券の枚数が告知される。
引換券付きガチャ（有料ガチャ）
期間中は有料ガチャを引くとアイドルと共に「引換券」が発行される。引換券を規定数（100枚程度）集めると、期間限定アイドルのみが出現する特別なガチャを引くことができる。発行される引換券の枚数はランダムで抽選され、スロットによる演出で発行された枚数が告知される。このガチャは他のガチャと比較すると提供される期間限定アイドルの人数が多く、Sレアアイドルは各属性から1名ずつの計3名、レアアイドルも各属性から満遍なく4-5名程度が提供される。
上記の「スカウト券」との違いは、「スカウト券」がアイドルを直接交換する仕組みであるのに対し、こちらは「引換券」で交換する対象が「限定アイドルのみが提供され、かつ限定Sレアアイドルが12%で抽選されるガチャチケット」である点である。
なお、このガチャは原則として毎月の末日の23時に開始されることから、月末ガチャという通称がある。
リミテッドガチャ（有料ガチャ）
期間中は提供されるアイドルの人数に上限数が設けられ、ガチャを引く度に残り人数が減少し、最終的には全ての期間限定アイドルを入手出来るようになっている仕組みのガチャである。目玉となる期間限定Sレアアイドルを引くと、その時点でガチャのリセットが可能になる。ガチャの性質上、上記のレア度別提供割合は適用されず、ガチャを引き終える毎に抽選割合が変化していくことになる。また、期間限定アイドルに関しては個別に残り人数が設定されているが、そうではないアイドルに関しては「通常枠のレア」「通常枠のSレア」として一括りに残り人数が設定されている。通常枠内からの個別のアイドル抽選割合は2016年10月14日15時から公開されている。
このガチャでは上記「引換券付きガチャ」にて約半年前に提供された期間限定アイドルの復刻を兼ねて開催されるケースが多く、それらの復刻アイドルに追加のレア、Sレアアイドルを各1名ずつ加えたものが提供されている。ガチャのリセットが可能になるアイドルは、「追加されたSレアアイドル」と「引換券付きガチャ開催当時に目玉として提供されたSレアアイドル」の2名が設定されていることが多い。
またこのガチャではプラチナオーディションガチャチケットを使用すると限定アイドルが抽選されず、通常枠からのみ抽選が行われるリミテッド方式のガチャとなる。
STEPガチャ（有料ガチャ）
開催中はガチャが「STEP」と呼ばれる段階式の特別仕様に変化する。
STEPガチャは、通常は「5STEPガチャ」として開催される。5STEPガチャの場合は5段階のSTEPがあり、まずは1STEP目のガチャを引くことになる。ガチャを引く毎にSTEPが上がっていき、STEPが上がるとセットで提供されるアイテムがより豪華になり、引けるガチャの回数が増えていくが必要なモバコインも増えていく。最終段階である5STEP目のガチャを引くと、再び1STEP目に戻り、これを1日3周まで繰り返すことができる。3周終了後はSTEPが無くなり、固定価格のガチャに変化する。開催期間中は15時にSTEPと周回数の強制リセットが行われ、リセット後は1周目の1STEP目のガチャに戻る。現在は下記のSTEPチャンスガチャに変更されたため、5STEPガチャは行われていない。また、5段階以外のSTEPガチャが開催された事例も過去に存在し、引換券付きガチャに3STEPガチャが併催される場合もある。
STEPチャンスガチャ（有料ガチャ）
STEPチャンスガチャは、5STEPガチャと同じく5段階のSTEPを持つ段階式のガチャであるが、ガチャを引くたびに5種類の「チャンスアイテム」の抽選を行う。5種類の中に1つだけ「STEPアイテム」が存在し、これを引くことで次のSTEPへ移行することが出来るという仕組みのガチャである。1度引いたチャンスアイテムは無くなるため、最短で1回、最大でも5回ガチャを引けば次のSTEPに移行することが出来る。5STEP目にSTEPアイテムを引くことで1STEP目へ戻すことができる。STEPが上がるとチャンスアイテムがより豪華になる・引けるガチャの回数が増える・必要なモバコインも増える・1日3周限定で毎日15時にSTEPと周回数の強制リセットされるという点は5STEPガチャと同様であるが、1度ガチャを引くと無条件で（強制的に）次のSTEPへ移行する5STEPガチャに対し、こちらはSTEPアイテムを引き当てるまで同じSTEPのガチャを繰り返し引くことになる（引くことが出来る）という点が違いとなる。3周終了後はSTEPの無い固定価格のガチャに変化する。
STEP数が5以外のSTEPチャンスガチャも開催されており、その際はガチャイベントの名前にSTEP数が明記されている。また、STEPの要素を無くして固定価格にした「チャンスアイテムガチャ」が開催される場合もある。
プライズガチャ（有料ガチャ）
2020年4月25日に追加。1回引くごとに1個のプライズがついてくる。プライズの内容にはアイテム交換やアイドルのスカウトに利用できるプライズコインが含まれる。通常のプラチナオーディションガチャチケットでは利用できない。
モバ友招待ガチャ

トレーナーガチャ（無料ガチャ）
各種のトレーナーが出現するガチャ。友情ポイント2000を消費して1回引くことができ、引いたトレーナーは自動でトレーナールームに送られる。ローカルガチャ同様、10回まで連続で引くことができるが、自動レッスン・移籍の設定はできない。

#### レッスン
別のカードを「レッスンパートナー」として消費することでアイドルを成長させる。レベルアップごとに攻/守の発揮値が増加する。
- 「名前」が同じアイドルはレッスンパートナーにすることができない。
- コスト、レア度の高いアイドルをパートナーに設定すると、成長度が高くなる。
- 同じタイプ（各キュート、クール、パッション同士）のアイドルをパートナーに設定すると、成長度が高くなる。
  - 「トレーナー」系のカードを使用すると、どのタイプに対しても同じ成長度を得ることができる。
- 「特技」を持つアイドルに他の「特技」持ちのアイドルをパートナーに設定すると、「特技Lv」がアップすることがある。
- レベルが最大になったアイドルは他の「特技」持ちのアイドルのみパートナーにできる。
- 「トレーナー」系や招待特典の「レア」アイドルはレッスンできない（最初から成長度が100%）。

#### 特訓
「名前」が同じカード2枚を合成させる。「+」のカード同士は特訓することができない。また、一部特訓不可のカードや特訓する手順が特殊なカードが存在する。
「特訓」すると以下の効果がある。
- 名前の後ろに「+」が付き、カードの絵柄が変化する（別カードとして扱われる）。
- レベル・特技Lvが1に戻る。
- レベル上限、親愛度上限がアップする。
- 攻/守の発揮値は双方のカードから一定の割合（レベル・親愛度共に上限の場合は10%、それ以外は5%）で引き継がれる。
- 親愛度は双方の値が合算される。
- 一部のアイドルは、身長・体重・スリーサイズが変化する。

#### 移籍
カードをマニーに変換する。一般的なカードゲームにおける「売却」と同じ。
また、「レア」以上のレア度のカードは「レアメダル」に変換することも出来る。この場合の移籍は特別移籍と呼び、手順が通常の移籍とは異なる。

#### 女子寮
2012年8月16日のトレード規制に合わせて導入された。余剰のカードを出し入れすることが出来る、いわゆる「倉庫」。女子寮を作るには、先述の「レアメダル」を一定数集める必要がある。

##### トレーナールーム
2014年5月13日に追加された。女子寮とは別に「トレーナー」関連のカードを保管することができる施設。利用には条件がなく、保管できる枚数にも上限がない。ただし、収納するとそのカードの親愛度と親愛度ボーナスはリセットされる。
贈り物から直接トレーナールームへ収納したり、レッスン時にここにいるトレーナーを使ってアイドルをレッスンさせることもできる。

### カードの説明

#### 名前
カードの絵柄にひもづく名前。プレイヤーが変更することはできない。原則として特訓すると名前の後ろに「+」が付く。
攻・守の各フロントメンバー内に、名前が同じアイドルを2人以上配置することはできない。逆に、名前が異なっていれば同じキャラクターでもフロントメンバーに設定することができる。
例を挙げると、以下のカードは全て名前が異なっており別のカードとして扱われる（なお実際のゲーム中では片仮名が半角表記になっているが、この記事では全角表記としている）。
- 島村卯月
- 島村卯月+
- ［2ndアニバーサリー］島村卯月
- ［2ndアニバーサリー・スマイル］島村卯月
- ［はじけて♪サマー］島村卯月

そのため、この5人でフロントメンバーを編成することが可能。

#### タイプ
- キュート（カード色：ピンク）
- クール（カード色：青）
- パッション（カード色：黄色）

の3つが存在する。
ゲーム開始時にプレイヤーは自らのタイプをどれかに決め、登場する全てのアイドルにもいずれかのタイプが与えられている。タイプが途中で変化することはなく、同じキャラクターであれば同じタイプである（前項の「島村卯月」のカードであれば全てタイプは「キュート」）。

#### レア度
カードの希少度を表す。低い順に下記の3種類がある。
- ノーマル
- レア
- Sレア

基本的にレア度が高いほど攻・守の初期値が高く、レベル・親愛度の上限値も高い。特訓後は「ノーマル+」のように後ろに+が付いたレア度となる（一部にプレゼント特典やイベントの報酬などレア・Sレアが存在せずレア+のみ・Sレア+のみのカードもある）。

#### LIVEバトル関係
コスト
フロントメンバーに設定するためのコスト。通常、高いほど攻・守の初期値が高い。
攻
攻フロントメンバーに参加した際の発揮値。
守
守フロントメンバーに参加した際の発揮値。
特技、特技Lv
レアの一部とSレアのアイドルが所持する。LIVEバトルの際に自側の発揮値を上げたり相手側の発揮値を下げたりする効果を発動する。

#### その他
レベル
現在のレベル。カードのレア度によってレベルの上限値は異なる。
親愛度
プロデューサーとの親愛度。カードのレア度によってレベルの上限値は異なる。
人気度
カード固有のパラメータであり、1上がるごとに攻、守が50増加する。レア度に応じて上限がある。人気度のあるアイドルやトレーナーとのレッスンまたは特訓で人気度を上げることができる。有料ガチャで人気度のあるアイドルが排出される場合がある他、イベント報酬で人気度のあるトレーナーが配布される。人気度は特訓後も引き継がれるが、トレードするとリセットされる。
プロフィール
年齢、身長、体重、スリーサイズ、誕生日、星座、血液型、利き手、出身地、趣味。

### お仕事
「スタミナ」を消費して「お仕事エリア」のクリアを目指すゲームモード。「スタミナ」は3分で1回復する。

#### エリア
「お仕事エリア」は地域ごとに分かれており、それぞれ4つのステージと5種類の「お仕事」から成る。一度クリアした「お仕事」は後から何回でも実施することができる。
- 例（渋谷エリア）
  1. 渋谷A
    1. 本屋でサイン会
    2. 本屋で握手会
    3. CDショップでサイン会
    4. CDショップで握手会
    5. イベントでキャンペーンガール

  2. 渋谷B
    1. （お仕事5種類）

  3. 渋谷C
    1. （お仕事5種類）

  4. 渋谷D
    1. （お仕事5種類）

#### 報酬
お仕事は1回実施するごとに、以下の報酬を獲得することができる。
- 達成度 - 100%になるとその「お仕事」は完了。
  - 振り分けポイント - 「お仕事」を1つ完了させるごとに、プレイヤーの「スタミナ」「攻コスト」「守コスト」いずれかの上限値を+1できる。
- 経験値 - 詳細は後述を参照。
- マニー（ゲーム内通貨）
- ファン人数

また以下のいずれかを追加で獲得することがある。
- アイドルのカード - レア度は「ノーマル」。「お仕事」ごとに誰が出現するかは決まっている。
- ステージ衣装 - お仕事エリア、プレイヤーのタイプごとに種類と色が決まっている。
- 親愛度ボーナス - フロントメンバーに設定したアイドルの親愛度が消費したスタミナと同じ値だけアップする。

#### ライバルアイドル対決
ステージの5つの「お仕事」を全て完了させると、お仕事エリアごとの「ライバルアイドル」が登場する。ライバルアイドルとリーダーのアイドルがソロでLive対決を行い、勝利すると報酬としてアイテムやアイドルのカードが手に入る。

#### 経験値によるレベルアップ
「経験値」が一定値に達すると、プレイヤーのレベルがアップする。「スタミナ」「攻コスト」「守コスト」の上限値が1アップ（レベルが低いうちは3つともアップするが、一定以上のレベルになるとアップするステータスの数が減っていく）し、それぞれが満タンに回復する。

### LIVEバトル
他プレイヤーと対戦を行う。LIVEバトルは1回挑むごとに「攻コスト」を全て消費する。他プレイヤーから挑まれた場合は「守コスト」を少し消費する。攻/守コストは1分で1回復する。

#### バトルのルール
バトル開始時に、まず下記の要領で発揮値の補正を行う。
- プレイヤーとアイドルのタイプが一致する場合、発揮値が増加。
- プレイヤーとアイドルのタイプが一致しないが、該当タイプのアピールボーナスを所有している場合には発揮値が増加。
- プロダクションに「施設」がある場合、施設の種類に一致するタイプのアイドルは発揮値が増加。
- 覚醒中（後述）の場合、発揮値が増加。
- アイドルの「特技」が発動した場合、効果に応じて発揮値が増減。
- 編成しているぷちデレラ（後述）のステータスの総合計が使用するコストに応じて発揮値として増加。

これらの補正を行った上で、攻撃側の「攻発揮値」が守備側の「守発揮値」を上回れば勝利となる。勝利時は参加フロントメンバーの親愛度が上がり、ファン数が増加。対戦相手からマニーを奪い取る。勝利後にアイドルが覚醒する時があり、10分間発揮値が10%上昇する。敗北時は逆にマニーを奪われるが、その他のパラメータには影響は無い。
またバトルを仕掛ける際に「ステージ衣装」を狙うことができる。相手の所持する衣装の中から欲しいものを選び、勝利するとその衣装が手に入る（守備側は鍵付きクローゼットを使うことにより対抗可能である）。

#### フロントメンバー編成
プロデュース（所持）しているアイドルの中から1名「リーダー」を選定し、それに加えて4名までを「フロントメンバー」にすることができる。リーダーは攻・守ともに必ず参加するが、フロントメンバーは攻・守で別々に設定することが可能。
プレイヤーの攻/守コストがリーダーおよびフロントメンバーのコスト合計を上回る場合、他のアイドルが発揮値の高い順に「バックメンバー」として参加し、その分の発揮値の80%が上乗せされる。逆に下回る場合はコスト分のアイドルしかバトルに参加しない。
フロントメンバーを選定しなかった場合、所属アイドルの中から発揮値の高い順にフロントメンバーとして自動的に選定される。

### プレイヤー同士の交流要素
ゲーム内で、名前などをキーとして特定のプレイヤーを検索することはできない。また他プレイヤーに対するアクセスブロック機能なども存在しない。

#### 招待
Mobage内で「モバ友」になっているユーザーで、本作未プレイの者をゲームに招待することができる。時期ごとに異なる招待特典が用意されている。
ここで入手することが可能だったレアカードはレッスンできず親愛度も上がらない他、特訓の方法が特殊で特訓すると名前の後ろに「+」が付くのではなく、2つ名の名前が変化する。特訓後のカードはさらに元のカードを使用して特訓することができ、10回特訓するとSレアのカードになる。Sレアとなった後は通常のカードと同じ扱いになる。2013年後半からは通常と同じ仕様のSレアが特典となっている。

#### 応援
応援すると自分・相手共に「友情ポイント」が付加される。応援と同時にコメントを書くこともできるため、挨拶や伝言に使える。友情ポイントは200ポイント貯まると無料ガチャを1回実施することができる。

#### 贈り物
「ステージ衣装」「アイドル」「アイテム」「マニー」を相手にプレゼントすることができる。ただし一部の衣装・アイテムはプレゼントできない。2012年8月16日より、2週間以上同じ同じプロダクションに所属したメンバー同士でのみ実施できるように変更。

#### トレード
「アイドル」「アイテム」「マニー」を互いに交換することができる。2012年8月16日より、2週間以上同じプロダクションに所属したメンバー同士でのみ実施できるように変更。

#### フリートレード
2012年8月16日より不特定多数とのトレード手段として実装。『神撃のバハムート』の「バザー」と同様のシステム。手持ちのアイドルを、引き換え対象（アイテム・マニー・他のアイドル）の条件を提示して「トレード登録」し、希望者から「トレード」してもらう。
「トレード登録」と「トレード」は「フリートレードチケット」を消費することで行える。「フリートレードチケット」はSレアアイドルをトレード登録するときは3枚、それ以外は1枚消費される。「フリートレードチケット」は1日あたり最大3枚まで支給される（手持ちのチケットが3枚以上あるときは支給されない）ほか、有料のガチャを回すことで入手できる。

#### お気に入り
他プレイヤーのブックマーク機能。

### プロダクション
オンラインゲームのギルド・クランに相当する機能。
プロダクションを設立することでプロダクションランキングに参加できる。また一部のイベントなどではプロダクションに参加していることで有利にゲームを進めることができるようになる。
「増資」機能でマニーを積み立てることで、LIVEバトルで支援効果を得ることができる施設を増築することができるほか、増資に応じて発展度が上昇し、一定値に到達するとプロダクションのレベルが上がる。入社時には所属メンバー数に応じて振り分けポイントが増加するほか、メンバーが増えると1人につき既存のメンバーに振り分けポイント2が付与される。逆にメンバーが退社すると振り分けポイントが残っていればそこから、残っていなければ「スタミナ」「攻コスト」「守コスト」のうち最も高いステータスから2マイナスされるほか、プロダクションの発展度と積み立てたマニーが少し減る。
発展度を上げることで参加可能なメンバーの最大数を増やすことができ、ファンの総計値でプロダクションランクが変化する。

#### 掲示板・チャット
各プロダクションには専用の掲示板が設置され、メンバー同士での利用が可能であった。
2013年11月からはMobage内のチャットを使用する形に変更となった。これ以降はアイドル達のチャットスタンプがイベントなどで配信されている。

#### トレーニングルーム
2014年3月19日より追加された。イベントの種類によって1つずつあり、トレーニングルームに応じてそのイベント内でステータスを上昇させる効果がある。イベントの報酬などで獲得できる「トレーニングバッジ」を施設に寄付し、バッジが一定数集まると施設がレベルアップし上昇値も上がっていく。

### プロデューサーランキングアワード
1週間ごとの獲得ファン数で集計されるランキング。ゲーム中は[PRA]と略されることがある。プロデューサランキング、プロダクションランキングともにランク毎の上位報酬が異なる。

#### プロデューサーランキング
個人ランキング。プレイヤーの「プロデューサーランク」ごとに集計され、ランク内で上位に入ると賞品が与えられる。

#### プロダクションランキング
プロダクションの合計獲得ファン数を集計。プロダクションの「プロダクションランク」ごとに集計され、ランク内で上位に入るとプロダクションの社員全員（週の途中でプロダクションに入った社員を除く）に賞品が与えられる。

### コンプリート要素

#### アルバム
所有したことのあるアイドルのカードの一覧。カードを新規に手に入れるたびにアルバムに追加され、アルバムからいつでもカードのイラストやアイドルのプロフィールを確認することができる。アルバムのカードの枚数が一定数に達するたびに、「アルバムボーナス」として同時にプロデュース可能なアイドルの上限数が増える。

#### 親愛度
フロントメンバーに入れているアイドルは、以下の2つの条件で親愛度がアップする。
- Liveバトルで勝利する（攻フロントメンバーのみ）
- お仕事中に親愛度ボーナスを獲得する

親愛度がMAXになると、攻・守両発揮値がアップする。
またアイドルのタイプごとの親愛度MAX人数が一定数に達するたびに「親愛度ボーナス」が受け取れる。

#### ステージ衣装
ステージ衣装は、以下の方法で手に入る。
- お仕事（福井エリアまで）
- 他プレイヤーからの贈り物
- Liveバトル勝利

「お仕事」のエリアごとに手に入る衣装は異なっており、各6つのカラーがある。6つのカラーを全て揃えると3回まで「衣装コンプ報酬」が受け取れる。2015年3月まではプレイヤーのタイプによって「お仕事」だけでは全て揃わないようになっていたが、同年3月3日からは「お仕事」で全ての衣装を揃えられるようになった。

#### 肩書
2013年6月13日の「シンデレラガール神崎蘭子ガチャ」で初実装された。入手した肩書を設定するとプロフィール欄に「（[二つ名]アイドル名）担当プロデューサー」というバナーを表示させることができる。同年11月28日には、2周年記念としてそれまでに登場した全てのSレアに肩書が追加されている。
ゲーム中でのステータスなどは特に変化しないが、一部の肩書は設定することでローディング画面が該当アイドルに変化したり、入手すると「思い出エピソード」が解放される場合もある。
肩書は以下のような手段で入手できる。
- 対象アイドルをガチャで獲得する[注 17]。
- 対象アイドルをスカウト券やシンデレラドリームチケットを利用してスカウトする。
- イベントのランキング報酬として獲得する。
- 対象アイドル（特訓前後は問わない）の親愛度を最大まで上げた後、スターエンブレム50個と交換する。

### アイテム
アイテムは「モバコイン」で購入するほか、ゲーム中の各種報酬として手に入る。他プレイヤーから「贈り物」でもらうこともできる（一部プレゼント不可のアイテムがある）。また「マイ」が頭につくアイテムはトレード・プレゼント共に不可。
- （マイ）スタミナドリンク：スタミナが最大値まで回復する。
- マイスタドリ・ハーフ：スタミナが最大値の半分回復する。
- （マイ）エナジードリンク：攻/守コストが最大値まで回復する。
- マイエナドリ・ハーフ：攻/守コストが最大値の半分回復する。
- 鍵つきクローゼット：所持している衣装に対して仕掛けると、1棹につき1回該当の衣装を狙うプロデューサーを撃退することができる（Liveバトルが強制的に勝利となる）。
- ハートドリンク50：アイドルに使用することで使用したアイドルの親愛度が50上昇する。トレード・贈り物利用不可。2016年8月6日から追加された。

その他、時期やゲーム中イベントに応じて期間限定のアイテムが出現する。イベント専用アイテムは「ラウンド専用」アイテムと「アイドルプロデュース」関連のものを除いて余った場合に次回の同種イベントへ持ち越して使うこともできる。

### 資料室
アルバムや「アイドルギャラリー」、「イベントメモリー」などの資料を見ることができる。アイドルギャラリーはプロフィールやセリフ一覧、登場したエピソードなどの情報があり、イベントメモリーは過去にゲームで開催されたイベントの詳細をまとめている。その他、ゲーム内で配信された各種オーディオドラマを聴くことができる。

### サウンドブース
2014年7月23日実装。『シンデレラガールズ』関連楽曲の試聴ができる。

### ぷちデレラ
2014年10月30日実装。3周年記念キャンペーンの一環として始まった。アイドル達をデフォルメしたSDキャラクター「ぷちデレラ」を育成することで、LIVEバトルやイベントなどでボーナスが発生するようになる。ぷちデレラにはVo（ボーカル）・Da（ダンス）・Vi（ビジュアル）の3種のパラメータがあり、レベルアップ（上限は30）や「ぷち衣装」を編成することで上昇させることが可能。
ぷちデレラは以下のような方法で入手することができる。
- チュートリアルで島村卯月・渋谷凛・本田未央の3人から好きな1人を選んで入手する[注 18]。
- ぷちデレラ養成所でスカウトメダル100枚と交換でスカウトする。スカウトメダルは10000ぷちマニーと交換で1枚手に入るほか、1度だけスターエンブレムとの交換で100枚入手できる。
- ガチャ[注 19]でSレア（765プロアイドルを除く）を引き当てた際に、そのアイドルのぷちデレラが付いてくる。そのぷちデレラがすでに所属している場合、代わりにスカウトメダル25枚が手に入る。

#### ぷちデレラ編成
ぷちデレラ達を育成用・LIVEバトル用・イベント用にそれぞれ3人まで編成できる。

#### ぷちレッスン
育成用に編成したぷちデレラのレッスンを個別に行う。
ぷちExp（経験値）を多く入手できる「ベースレッスン」（外でジョギングをする）とテクニカルポイント（後述）が多く入手できる「テクニカルレッスン」（歌やダンス、ポーズの練習をする）の2種類が用意されている。

#### テクニカルボード
「テクニカルpt」を使用してぷちデレラの能力を上げる。ボードはぷちデレラごとにそれぞれ7つずつ用意され、テクニカルptを消費してすごろくのようなルートを進んでいく。特定のマスにはぷちコメントやぷちエピソードが用意されており、ここを開放することで見ることができる。
テクニカルptは所属するぷちデレラ全員で共有となっており、ぷちレッスンでの入手のほかに他プレイヤーのぷちデレラに「あいさつ」を行うことでも手に入る（1日につき1人1回、合計3人まで）。

#### ぷち衣装
コスチューム（衣装）、ヘッドアクセサリ（頭）、ハンドアクセサリ（手）、レッグアクセサリ（足）の4つに分類される。

##### ぷちショップ
ぷち衣装を取り扱うショップで、支払いにはぷちマニーを使用。

##### ぷち衣装ガチャ
ぷち衣装が手に入るガチャで、支払いにはぷちマニーを使用。

### ゲームセンター
2015年11月28日実装。専用の「ゲームメダル」を使用して各種ゲームをプレイできる（使用しないゲームもある）。ゲームメダルはレアメダルやスターエンブレム1枚につき一定数交換できるほか、ゲームをプレイして増やす方法もある。集めたゲームメダルは景品のアイテムやアイドルと交換できる。

### リフレッシュルーム
2017年11月28日実装。ぷちデレラ姿のアイドル達が会話する様々なストーリーを見ることができる。

## テレビアニメ

### アイドルマスター シンデレラガールズ
2015年1月から4月にかけて1stシーズン全13話、同年7月から10月にかけて2ndシーズン全12話が放送された。
島村卯月・渋谷凛・本田未央らnew genertionsの3人を主人公かつメインキャラクターに据えて、大手の芸能プロダクションである346（みしろ=美城）プロダクションの「CINDERELLA PROJECT」（シンデレラプロジェクト）に彼女たちがスカウトされたところからアニメの物語は始まる。また、テレビアニメオリジナルキャラクターとしてプロデューサーが登場する。世界観はテレビアニメ版『THE IDOLM@STER』や劇場版『THE IDOLM@STER MOVIE 輝きの向こう側へ！』と共有である。

### アイドルマスター シンデレラガールズ劇場
2017年4月より6月にかけて1stシーズン全13話、同年10月より2ndシーズンが放送された。ゲーム内の漫画『シンデレラガールズ劇場』を原作としているが、一部の回はアニメオリジナルのストーリーとなっている。

### アイドルマスター シンデレラガールズ U149
漫画『U149』を原作としたアニメーション。2023年4月から6月にかけて全12話が放送された。

## Webアニメ

### Spin-off!
『THE IDOLM@STER CINDERELLA GIRLS 8周年特別企画 Spin-off!』のタイトルで、2019年11月10日からAmazonプライム・ビデオにて配信されたショートアニメ。新曲「オウムアムアに幸運を」のPVという形で、歌と演技に挑戦するアイドルが描かれる。
Amazonプライム・ビデオでは特典映像付きで有料配信。アニメ本編は12月8日にYouTubeでも公開。
キャスト
- シキ（一ノ瀬志希） - 藍原ことみ
- シン（佐藤心） - 花守ゆみり
- チトセ（黒埼ちとせ） - 佐倉薫
- ナオ（神谷奈緒） - 松井恵理子
- リサ（的場梨沙） - 集貝はな

スタッフ
- 製作・原作 - バンダイナムコエンターテインメント
- 監督 - 吉邉尚希
- 脚本 - 樋口七海
- キャラクターデザイン - タカナシテツロウ
- 色彩設計 - 辻田邦夫
- 美術監督 - 中島理
- CGディレクター - 金本真
- 撮影監督 - 高津純平
- 編集 - 瀧川三智
- サウンドエディッター - 勝俣まさとし
- サウンドミキサー - 野口あきら
- 音響監督 - 小泉紀介
- 音楽制作 - 日本コロムビア
- アニメーション制作 - オレンジ
- 協力 - Cygames、Prime Video、第一興商、日清カレーメシ

テーマソング「オウムアムアに幸運を」
作詞・作曲・編曲 - 広川恵一（MONACA） / 歌 - 一ノ瀬志希、神谷奈緒、黒埼ちとせ、佐藤心、的場梨沙

### ETERNITY MEMORIES
『CINDERELLA GIRLS 10th Anniversary Celebration Animation 「ETERNITY MEMORIES」』のタイトルで、2022年8月28日よりYouTube「アイドルマスターチャンネル」にて配信されたアニメーション。島村卯月・乙倉悠貴・神谷奈緒・喜多見柚・関裕美・辻野あかり・新田美波・二宮飛鳥・村上巴・諸星きらりをメインキャラクターとし、シンデレラガールズの時間と記憶のテーマパーク「Magical Anotherland」で「シンデレラメモリー」を得るための試練を受けるという内容となっている。
キャスト
メインキャラクター
- 島村卯月 - 大橋彩香
- 乙倉悠貴 - 中島由貴
- 神谷奈緒 - 松井恵理子
- 喜多見柚 - 武田羅梨沙多胡
- 関裕美 - 会沢紗弥
- 辻野あかり - 梅澤めぐ
- 新田美波 - 洲崎綾
- 二宮飛鳥 - 青木志貴
- 村上巴 - 花井美春
- 諸星きらり - 松嵜麗
- コンダクター - 佐藤利奈

その他、声付きで登場したアイドル
- 渋谷凛 - 福原綾香
- 本田未央 - 原紗友里
- 相葉夕美 - 木村珠莉
- 五十嵐響子 - 種﨑敦美
- 一ノ瀬志希 - 藍原ことみ
- 及川雫 - のぐちゆり
- 緒方智絵里 - 大空直美
- 片桐早苗 - 和氣あず未
- 上条春菜 - 長島光那
- 川島瑞樹 - 東山奈央
- 神崎蘭子 - 内田真礼
- 喜多日菜子 - 深川芹亜
- 桐生つかさ - 河瀬茉希
- 輿水幸子 - 竹達彩奈
- 小関麗奈 - 長野佑紀
- 小日向美穂 - 津田美波
- 鷺沢文香 - M・A・O
- 佐久間まゆ - 牧野由依

- 椎名法子 - 都丸ちよ
- 城ヶ崎美嘉 - 佳村はるか
- 白菊ほたる - 天野聡美
- 砂塚あきら - 富田美憂
- 高垣楓 - 早見沙織
- 鷹富士茄子 - 森下来奈
- 高森藍子 - 金子有希
- 多田李衣菜 - 青木瑠璃子
- 橘ありす - 佐藤亜美菜
- 道明寺歌鈴 - 新田ひより
- 十時愛梨 - 原田ひとみ
- 中野有香 - 下地紫野
- 南条光 - 神谷早矢佳
- 難波笑美 - 伊達朱里紗
- 早坂美玲 - 朝井彩加
- 速水奏 - 飯田友子
- 藤本里奈 - 金子真由美

- 藤原肇 - 鈴木みのり
- 双葉杏 - 五十嵐裕美
- 星輝子 - 松田颯水
- 松永涼 - 千菅春香
- 的場梨沙 - 集貝はな
- 水本ゆかり - 藤田茜
- 三船美優 - 原田彩楓
- 三村かな子 - 大坪由佳
- 宮本フレデリカ - 髙野麻美
- 向井拓海 - 原優子
- 棟方愛海 - 藤本彩花
- 森久保乃々 - 高橋花林
- 大和亜季 - 村中知
- 結城晴 - 小市眞琴
- 遊佐こずえ - 花谷麻妃
- 夢見りあむ - 星希成奏
- 依田芳乃 - 高田憂希
- 脇山珠美 - 嘉山未紗

スタッフ
- 製作・原作 - バンダイナムコ
- 企画 - Cygames
- 脚本・絵コンテ・監督 - 長町英樹
- キャラクターデザイン・総作画監督 - 井川典恵
- 美術監督 - 佐藤歩
- 色彩設計 - 中野尚美（ステラ・ロード）
- CGディレクター - 滝川幸稔
- 撮影監督 - 柏木健太郎
- 編集 - 三嶋章紀
- 音楽 - 田中秀和、滝澤俊輔、岡野裕次郎、坪田修平
- 音楽制作 - 日本コロムビア
- 音響監督 - 小島信人（Cygames）
- 演出 - 高橋正典、楊烈駿、斉藤良成、長町英樹
- 制作 - CygamesPictures

テーマソング「EVERLASTING」
作詞：森由里子 / 作曲・編曲 - 田中秀和、滝澤俊輔、睦月周平 / 歌 - 島村卯月、乙倉悠貴、神谷奈緒、喜多見柚、関裕美、辻野あかり、新田美波、二宮飛鳥、村上巴、諸星きらり
挿入歌
- 生存本能ヴァルキュリア
- お願い！シンデレラ
- あいくるしい
- 私色ギフト
- サマカニ！！
- 思い出じゃない今日を
- Nothing but You
- かぼちゃ姫
- Let's Sail Away!!!
- ガールズ・イン・ザ・フロンティア
- EVIL LIVE
- ススメ☆オトメ～jewel parade～

挿入歌(Instrumental)
- Nation Blue
- 輝く世界の魔法
- LET'S GO HAPPY!!
- 未完成の歴史
- Halloween♥Code
- Just Us Justice
- お願い！シンデレラ
- UNIQU3 VOICES

## ラジオ

### ラジオ アイドルマスター シンデレラガールズ『デレラジ』
ニコニコチャンネル「響 -HiBiKi- チャンネル」にて、2012年9月5日から2014年12月22日まで生放送形式で放送されていたラジオ番組。全117回。パーソナリティは島村卯月役の大橋彩香、渋谷凛役の福原綾香、城ヶ崎美嘉役の佳村はるか。2014年9月17日までは毎週水曜日21時、9月22日からは毎週月曜日21時放送。生放送の翌日より1週間、HiBiKi Radio Stationにてアーカイブ版が配信（音声のみ）。アーカイブ版にのみ、生放送後に収録されたおまけコーナー「魔法が解けちゃった」も併せて配信されている。
テレビアニメ版の放送開始に伴い、2015年1月に『デレラジA』（デレラジエース）にリニューアルされた。

### ラジオ アイドルマスター シンデレラガールズ『デレラジA』
テレビアニメ放送開始に伴いデレラジがリニューアルされ、ニコニコ生放送での特別配信枠「CINDERELLA Night」にて、2015年1月5日から2016年4月25日まで配信されていたインターネットラジオ番組。全66回。デレラジに引き続き、パーソナリティは大橋彩香、福原綾香、佳村はるか。響公式サイトでのアーカイブとおまけ放送も引き続き配信されている。改題前は響チャンネルによるニコニコチャンネル配信であったが、デレラジAからはニワンゴ提供によるニコニコ公式配信となっており、タイムシフトに対応した。
ニコニコ生放送でのアニメ版シンデレラガールズ放送終了後に、このラジオの生配信にジャンプするようになっていた。

### ラジオ アイドルマスター シンデレラガールズ『デレラジ☆』
2016年4月25日に旧番組、デレラジA内にてデレラジAの後番組として配信すると発表されたインターネットラジオ番組。2016年5月2日配信開始。デレラジ、デレラジAとは異なりパーソナリティが大橋彩香、福原綾香、佳村はるかの3人の固定ではなく、大橋、福原、佳村の3人のうち1人と2〜3人シンデレラガールズのキャストが来て毎回交代しながら配信を行っていた。響公式サイトでのアーカイブとおまけ配信も引き続き配信されていた。番組の挨拶は「デレスタ」。
2017年8月25日に番組が新体制となることが発表され、第69回（2017年8月28日）に大橋、福原、佳村がレギュラーとしてのパーソナリティを卒業した。合わせてニコニコ生放送に公式チャンネルが開設されることも発表され、おまけ配信が有料となり響公式サイトでのアーカイブは本配信のみ配信という形式に変更された。また、公式チャンネルでは会員向けの1ヶ月分のおまけ配信付きアーカイブが配信され、ブロマガには以前は響公式サイトにあった出演者コメントのほか追加分の写真が掲載される。

### CINDERELLA PARTY!
2014年10月8日より、毎週水曜日22時からニコニコ生放送で配信されているインターネットラジオ番組（収録放送）。パーソナリティは本田未央役の原紗友里と多田李衣菜役の青木瑠璃子。略称は「デレパ」。

### ゲーム内ラジオ番組 シャイニーナンバーズ
2016年7月8日から配信されたラジオ番組形式のオーディオドラマ。全5回で毎週金曜15時更新。
第5回シンデレラガール総選挙の上位アイドルが1位から順に週替わりでパーソナリティを務める。
リスナーからのお便りが6月7日までTwitter上で募集された。
第5回シンデレラガール総選挙上位アイドルによるシングルCD『THE IDOLM@STER CINDERELLA MASTER Take me☆Take you』には上位5人が出演する『シャイニーナンバーズ 特別編』が収録されている。
登場アイドル
- 島村卯月（第1回パーソナリティ）
- 高垣楓（第2回パーソナリティ）
- 三船美優（第3回パーソナリティ）
- 森久保乃々（第4回パーソナリティ）
- 依田芳乃（第5回パーソナリティ）
- 安部菜々（第3回ゲスト）
- 渋谷凛（第4回ゲスト）
- 本田未央（第5回ゲスト）

### THE IDOLM@STER CINDERELLA GIRLS 7thANNIVERSARY M@GICAL HOUR
文化放送の「超!A&G+スペシャル」にて、7周年を記念して2018年11月に放送された特別番組。全3回。
11月2日の「CUTE HOUR」の出演者は高森奈津美（前川みく 役）、朝井彩加（早坂美玲 役）、中島由貴（乙倉悠貴 役）。11月16日の「PASSION HOUR」の出演者は和氣あず未（片桐早苗 役）、鈴木絵理（堀裕子 役）、原優子（向井拓海 役）。11月30日の「COOL HOUR」の出演者は上坂すみれ（アナスタシア 役）、渕上舞（北条加蓮 役）、青木志貴（二宮飛鳥 役）。
また、10月27日には同じく7周年を記念して、『A&G TRIBAL RADIO エジソン』の特別版「A&G TRIBAL RADIO エジソン アイドルマスター シンデレラガールズ 7th ANNIVERSARY CINDERELLA M@GICAL SONGS 『マジソン』」が放送された。出演者は大橋彩香（島村卯月 役）、福原綾香（渋谷凛 役）、原紗友里（本田未央 役）。

### アイドルマスター シンデレラガールズ U149 放課後スタジオ ／ みちくさティータイム
漫画『U149』に関連したラジオ番組。『U149』が連載されていた「サイコミ」内部にて2018年12月1日より隔週で配信されていた。

## CD

### 音楽CD
THE IDOLM@STER CINDERELLA MASTER シリーズ
ユーザー数が100万人を突破したことを記念して製作された。各アイドルのソロ楽曲を収録。2012年4月30日付オリコン週間シングルチャートで、史上初となる同一作品での5作同時トップ10入りを果たした。
THE IDOLM@STER CINDERELLA MASTER jewelries! シリーズ
2013年9月25日から発売されているCDシリーズ第2弾。
5人ずつのユニットアルバムとなっており、ユニット用新曲および各属性ごとの共通新曲、リクエストで決定した各個人のカバー曲が収録される。
THE IDOLM@STER CINDERELLA GIRLS ANIMATION PROJECT シリーズ
2015年1月21日から発売されている、テレビアニメ版で使用された楽曲を収録したサウンドトラックシリーズ。
THE IDOLM@STER CINDERELLA GIRLS STARLIGHT MASTER シリーズ
2016年3月30日から発売されている、『スターライトステージ』用の楽曲と新曲（もしくはカバー曲）を収録したCDシリーズ。
THE IDOLM@STER CINDERELLA GIRLS STARLIGHT MASTER for the NEXT! シリーズ
2019年10月23日から発売されている、『スターライトステージ』用の楽曲を収録したCDシリーズ。こちらのシリーズには新曲は収録されず、代わりにユニットメンバーのソロバージョンとゲームバージョンが収録される。
THE IDOLM@STER CINDERELLA GIRLS STARLIGHT MASTER GOLD RUSH! シリーズ
2020年9月16日から発売されている、『スターライトステージ』用の楽曲と新曲（もしくはカバー曲）を収録したCDシリーズ。ユニットメンバーのソロバージョンとゲームバージョンの収録は継続され、再度新曲（もしくはカバー曲）が収録されるようになった。
THE IDOLM@STER CINDERELLA GIRLS STARLIGHT MASTER R/LOCK ON! シリーズ
2022年1月16日から発売されている、『スターライトステージ』用の楽曲と新曲（もしくはカバー曲）を収録したCDシリーズ。GOLD RUSH!と概ね収録内容は変わらない。
THE IDOLM@STER CINDERELLA GIRLS STARLIGHT MASTER PLATINUM NUMBER シリーズ
2022年12月28日から発売されている、『スターライトステージ』用の楽曲と新曲（もしくはカバー曲）を収録したCDシリーズ。R/LOCK ON!と概ね収録内容は変わらない。
THE IDOLM@STER CINDERELLA GIRLS STARLIGHT MASTER HEART TICKER! シリーズ
2023年11月22日から発売されている、『スターライトステージ』用の楽曲と新曲（もしくはカバー曲）を収録したCDシリーズ。PLATINUM NUMBERと概ね収録内容は変わらない。
THE IDOLM@STER CINDERELLA GIRLS STARLIGHT MASTER  COLLABORATION! シリーズ
2019年11月6日から発売されている、他コンテンツとのコラボレーションによる『スターライトステージ』用の楽曲（もしくはカバー曲）を収録したCDシリーズ。
THE IDOLM@STER CINDERELLA GIRLS VIEWING REVOLUTION Yes! Party Time!!
2017年1月25日発売。『ビューイングレボリューション』で使用された楽曲を収録したシングルCD。
THE IDOLM@STER CINDERELLA GIRLS LITTLE STARS! シリーズ
2017年4月26日から発売されている、『シンデレラガールズ劇場』のエンディングテーマを収録したCDシリーズ。2020年8月19日発売のCDからは、「LITTLE STARS EXTRA!」シリーズに移行。
THE IDOLM@STER CINDERELLA GIRLS MASTER SEASONS! シリーズ
2017年8月9日から発売されている、季節をテーマにしたシングルCDシリーズ。
THE IDOLM@STER CINDERELLA MASTER 3chord シリーズ
2019年11月13日から発売されている、7thライブ各公演のテーマソングとユニット新曲を収録したCDシリーズ。
THE IDOLM@STER CINDERELLA GIRLS 1stLIVE WONDERFUL M@GIC!! お願い！シンデレラ
2014年4月5日・6日に行われたライブイベント「THE IDOLM@STER CINDERELLA GIRLS 1stLIVE WONDERFUL M@GIC!!」での会場限定販売CD。「お願い！シンデレラ」のソロ・リミックス11曲を収録。
THE IDOLM@STER CINDERELLA GIRLS -ANIMATION FIRST SET- 特典CD
テレビアニメ版のスターターパッケージに付属するCD。

THE IDOLM@STER CINDERELLA GIRLS 2ndLIVE PARTY M@GIC!! ススメ☆オトメ 〜jewel parade〜
2014年11月30日に行われたライブイベント「THE IDOLM@STER CINDERELLA GIRLS 2ndLIVE PARTY M@GIC!!」での会場限定販売CD。

THE IDOLM@STER ORIGINAL CD SET - 1111 BRIGHTS and MAGICS -
2014年12月に開催されたコミックマーケット87のアニプレックスブースにて頒布。

346Pro IDOL Selection
テレビアニメ版のBD / DVD 完全生産限定版に付属するボーカルCD。

THE IDOLM@STER M@STERS OF IDOL WORLD!!2015 Nation Sapphire アンドロイド
2015年7月18日・19日に行われたライブイベント「THE IDOLM@STER M@STERS OF IDOL WORLD!!2015」での会場限定販売CD。

「SUMMER FESTIV@L 2015」公式パンフレット付属 LIVE MUSIC!!CD
2015年8月2日・23日に行われたライブイベント「THE IDOLM@STER CINDERELLA GIRLS SUMMER FESTIV@L 2015」での会場限定販売パンフレットに付属するCD。ゲスト出演した「リスアニ! LIVE」の音源を収録。東京CD「LIVE MUSIC!!@リスアニ!LIVE 4」と大阪CD「LIVE MUSIC!!@リスアニ!LIVE 5」の2種類。
THE IDOLM@STER CINDERELLA GIRLS SAGANTOSU SUPPORT SONG 青空エール
2015年9月12日に行われた、Jリーグのサガン鳥栖とアニメ『アイドルマスター シンデレラガールズ』のコラボイベント「スターライ☆鳥栖☆ステージ」での会場限定販売CD。脇山珠美（嘉山未紗）はこのCDがシリーズ初参加。通常バージョンとオリジナル・カラオケ、ボーナストラックの各Short Version4曲の合計6曲を収録。
THE IDOLM@STER CINDERELLA GIRLS STARLIGHT BEST 01 / 02
テレビアニメ版で使用された楽曲などを収録した配信限定ベストアルバム。

THE IDOLM@STER CINDERELLA GIRLS 3rdLIVE シンデレラの舞踏会 - Power of Smile - オリジナルCD
2015年11月28日・29日に行われたライブイベント「THE IDOLM@STER CINDERELLA GIRLS 3rdLIVE シンデレラの舞踏会 - Power of Smile -」での会場限定販売CD。

漫画『アイドルマスター シンデレラガールズ WILD WIND GIRL』特装版オリジナルCD
第1巻特典CDは、「Absolute NIne」の向井拓海ソロ・リミックス、「お願い！シンデレラ（M@STER VERSION）」の藤本里奈ソロ・リミックス、向井拓海と藤本里奈の「純情Midnight伝説（GAME VERSION）」の3曲を収録。
第2巻特典CDは、向井拓海と藤本里奈の「Orange Sapphire」、「お願い！シンデレラ（M@STER VERSION）」の片桐早苗ソロ・リミックス、「Snow Wings（GAME VERSION）」の大槻唯ソロ・リミックス（ボーナストラック）の3曲を収録。
第3巻特典CDは、向井拓海の「生存本能ヴァルキュリア（M@STER VERSION）」、藤本里奈と片桐早苗と大槻唯の「きみにいっぱい☆」、「Yes! Party Time!!（SHORT SIZE）」の安部菜々ソロ・リミックス（ボーナストラック）の3曲を収録。
第4巻特典CDは、向井拓海と藤本里奈の新曲「Virgin Love」、同じく向井拓海と藤本里奈の「BEYOND THE STARLIGHT（M@STER VERSION）」、木村夏樹の「Jet to the Future（GAME SIZE）」（ボーナストラック）の3曲を収録。
第5巻特典CDは、向井拓海の新曲「炎の華」、神谷奈緒と北条加蓮の「Love∞Destiny（M@STER VERSION）」、「お願い！シンデレラ（M@STER VERSION）」の向井拓海ソロ・リミックスの3曲を収録。
番外編『WILD WIND GIRL Burning Road』特典CDは、藤本里奈の新曲「LOVE☆ハズカム」、大槻唯と中野有香の「明日また会えるよね」、向井拓海と藤本里奈と上田鈴帆と難波笑美の「サマカニ!! (M@STER VERSION)」の3曲と、ゲストアイドルが参加のボイスドラマを収録。
THE IDOLM@STER CINDERELLA GIRLS 4thLIVE TriCastle Story -Starlight Castle- 会場オリジナルCD
2016年9月・10月に行われたライブイベント「THE IDOLM@STER CINDERELLA GIRLS 4thLIVE TriCastle Story」での会場限定販売CD。

THE IDOLM@STER CINDERELLA GIRLS 4thLIVE TriCastle Story -Brand new Castle- 会場オリジナルCD 絶対ピンクな小箱
2016年9月・10月に行われたライブイベント「THE IDOLM@STER CINDERELLA GIRLS 4thLIVE TriCastle Story」での会場限定販売CD。

THE IDOLM@STER CINDERELLA GIRLS 5thLIVE TOUR Serendipity Parade!!! 宮城・石川・大阪／静岡・幕張・福岡 会場オリジナルCD
2017年5月から行われたライブイベント「THE IDOLM@STER CINDERELLA GIRLS 5thLIVE TOUR Serendipity Parade!!!」での会場限定販売CD。

THE IDOLM@STER CINDERELLA GIRLS 5thLIVE TOUR Serendipity Parade!!! SSA Original CD THE IDOLM@STER CINDERELLA GIRLS TO D@NCE TO
2017年5月から行われたライブイベント「THE IDOLM@STER CINDERELLA GIRLS 5thLIVE TOUR Serendipity Parade!!!」さいたまスーパーアリーナ公演での会場限定販売CD。

アニメ『アイドルマスター シンデレラガールズ劇場』BD / DVD 特典CD
『アイドルマスター シンデレラガールズ劇場』のBD / DVDに付属するCD。

漫画『アイドルマスター シンデレラガールズ U149』特別版オリジナルCD

漫画『アイドルマスター シンデレラガールズ After20』特別版オリジナルCD
第2巻特典CDは、川島瑞樹と三船美優の「オルゴールの小箱」、片桐早苗と川島瑞樹と高垣楓の「命燃やして恋せよ乙女」の2曲と、オリジナルボイスドラマを収録。
THE IDOLM@STER CINDERELLA GIRLS 4thLIVE TriCastle Story SPECIAL LIVE ALBUM
「THE IDOLM@STER CINDERELLA GIRLS 4thLIVE TriCastle Story Blu-ray BOX」のコロムビアミュージックショップ先着予約購入特典CD。「とどけ！アイドル」「純情Midnight伝説」「Snow Wings」「Yes! Party Time!!」「BEYOND THE STARLIGHT」「ハイファイ☆デイズ」「Trancing Pulse」「Nocturne」「EVERMORE」「お願い！シンデレラ」10曲のライブ音源をノンストップLIVEMIXとして収録。
アイドルマスター シンデレラガールズ劇場 すぷりんぐふぇすてぃばる 2018 会場オリジナルCD
2018年3月3日・4日に行われたライブイベント「アイドルマスター シンデレラガールズ劇場 すぷりんぐふぇすてぃばる 2018」での会場限定販売CD。「We're the friends!」のソロ・リミックス9曲と「メッセージ」のソロ・リミックス5曲を収録。
THE IDOLM@STER CINDERELLA GIRLS 5thLIVE TOUR Serendipity Parade!!! SPECIAL LIVE ALBUM
「THE IDOLM@STER CINDERELLA GIRLS 5thLIVE TOUR Serendipity Parade!!!」各BDのコロムビアミュージックショップ連動特典CD。ライブ音源をノンストップLIVEMIXとして収録。
Vol.1は宮城・石川・大阪の3タイトル購入による特典。トラック1としてOpening「Serendipity Parade!!!」、トラック2として宮城公演の「Shine!!」「Nocturne」「あんきら!?狂騒曲」「キラッ！満開スマイル」、石川公演の「絶対特権主張しますっ！」「Jet to the Future」「生存本能ヴァルキュリア」「Love∞Destiny」、大阪公演の「キミのそばでずっと」「エチュードは1曲だけ」「Lunatic Show」「夢色ハーモニー」の計13曲を収録。
Vol.2は静岡・幕張・福岡の3タイトル購入による特典。静岡公演のOpening「Serendipity Parade!!!」と「Yes! Party Time!!」「ハイファイ☆デイズ」「shabon song」「パステルピンクな恋」、幕張公演の「Snow Wings」「Take me☆Take you」「SUN♡FLOWER」「With Love」、福岡公演の「オルゴールの小箱」「Nothing but You」「Memories」「夕映えプレゼント」の計13曲を収録。
Vol.3はさいたまスーパーアリーナ公演のBD購入による特典。DAY1公演のOpening「Serendipity Parade!!!」と「銀のイルカと熱い風」「Kawaii make MY day!」「Sweet Witches' Night 〜6人目はだぁれ〜」「桜の頃」「Near to You」、DAY2公演の「Treasure☆」「ラブレター」「情熱ファンファンファーレ」「Tulip」「純情Midnight伝説」「サマカニ!!」「お願い！シンデレラ」の計13曲を収録。また、特典CD3枚を収納できるBOXが付属。
THE IDOLM@STER CINDERELLA GIRLS CG STAR LIVE Stage bye Stage
2018年7月18日発売。CGキャラクターイベント『THE IDOLM@STER CINDERELLA GIRLS new generations★BrilliantParty!』に合わせて制作された新曲「Stage Bye Stage」を収録したシングル。
収録曲
1. Stage bye Stage
歌：島村卯月、渋谷凛、本田未央
作詞：ミズノゲンキ 作曲・編曲：睦月周平
2. Stage bye Stage 島村卯月ソロ・リミックス
3. Stage bye Stage 渋谷凛ソロ・リミックス
4. Stage bye Stage 本田未央ソロ・リミックス
5. Stage bye Stage オリジナル・カラオケ
6. CG STAR LIVE CINDERELLA GIRLS Brilliant Party! Mix（ボーナストラック）
「CG STAR LIVE」で披露される楽曲のメドレーMIX。

THE IDOLM@STER CINDERELLA GIRLS Spin-off! オウムアムアに幸運を
2019年11月20日発売。『THE IDOLM@STER CINDERELLA GIRLS 8周年特別企画 Spin-off!』に合わせて制作された新曲「オウムアムアに幸運を」を収録したシングル。的場梨沙（集貝はな）はこのCDがシリーズ初参加。
収録曲
1. オウムアムアに幸運を
歌：一ノ瀬志希、神谷奈緒、黒埼ちとせ、佐藤心、的場梨沙
作詞・作曲・編曲：広川恵一（MONACA）
2. オウムアムアに幸運を 一ノ瀬志希ソロ・リミックス
3. オウムアムアに幸運を 神谷奈緒ソロ・リミックス
4. オウムアムアに幸運を 黒埼ちとせソロ・リミックス
5. オウムアムアに幸運を 佐藤心ソロ・リミックス
6. オウムアムアに幸運を 的場梨沙ソロ・リミックス
7. オウムアムアに幸運を オリジナル・カラオケ
8. オウムアムアに幸運を（Anime Version）（ボーナストラック）

THE IDOLM@STER CINDERELLA GIRLS SS3A Live Sound Booth♪ 会場オリジナルCD
2018年9月に行われたライブイベント「THE IDOLM@STER CINDERELLA GIRLS SS3A Live Sound Booth♪」での会場限定販売CD。

「日清カレーメシ アイドルマスター シンデレラガールズ CD付き特別BOXセット」付属CD スパイスパラダイス〜カレーメシVer.〜
2018年9月から行われた日清食品のカレーメシとの2018年度コラボキャンペーンの商品に付属するCD。ブランドアンバサダーであるポジティブパッション（日野茜・本田未央・高森藍子）の新曲「スパイスパラダイス〜カレーメシVer.〜」全8バージョンを収録。
THE IDOLM@STER CINDERELLA GIRLS 6thLIVE MERRY-GO-ROUNDOME!!! メットライフドーム／ナゴヤドーム 会場オリジナルCD
2018年11月から行われたライブイベント「THE IDOLM@STER CINDERELLA GIRLS 6thLIVE MERRY-GO-ROUNDOME!!!」での会場限定販売CD。

THE IDOLM@STER CINDERELLA GIRLS SS3A Live Sound Booth♪ SPECIAL LIVE ALBUM
「THE IDOLM@STER CINDERELLA GIRLS SS3A Live Sound Booth♪ Blu-ray」のコロムビアミュージックショップ購入特典CD。Openingと「とどけ！アイドル」「S(mile)ING！ ～For Rin rearrange MIX～」「Nocturne ～For SS3A rearrange MIX～」「メッセージ -Future PicoPico Remix-」「Flip Flop ～For SS3A rearrange MIX～」「Trust me」「ガールズ・イン・ザ・フロンティア」「お願い！シンデレラ ～JAZZ Rearrange Mix～」の計9曲のライブ音源をノンストップLIVEMIXとして収録。

### ドラマCD
キュートなドラマCD / クールなドラマCD / パッションなドラマCD
『アイドルマスター シンデレラガールズ コミックアンソロジー』第2巻に付属するドラマCD。コミック発売時点でのボイス付きアイドル（『THE IDOLM@STER CINDERELLA MASTER』第3弾までの15人）が全員登場している。
島村卯月・渋谷凛・本田未央、双葉杏・諸星きらりは全ドラマCDに登場。それ以外のキャラクターはそれぞれの属性のドラマCDにのみ登場。
THE IDOLM@STER CINDERELLA GIRLS WONDERFUL M@GIC!! SPECIALドラマCD
2014年4月5日・6日に行われたライブイベント「THE IDOLM@STER CINDERELLA GIRLS 1stLIVE WONDERFUL M@GIC!!」のライブビューイングドラマCDセットに付属。
登場キャラクターは、多田李衣菜、日野茜、白坂小梅、赤城みりあ、新田美波、前川みく、安部菜々、千川ちひろ。
THE IDOLM@STER CINDERELLA GIRLS 2ndLIVE PARTY M@GIC!! SPECIAL ドラマCD PARTY TIMEは終わらない
2014年11月30日に行われたライブイベント「THE IDOLM@STER CINDERELLA GIRLS 2ndLIVE PARTY M@GIC!!」のライブビューイングドラマCDセットに付属。1stライブのドラマCDとは異なり、会場物販でも販売された。
登場キャラクターは、渋谷凛、島村卯月、本田未央、高垣楓、新田美波、神崎蘭子、赤城みりあ、日野茜、三村かな子、小日向美穂、十時愛梨、輿水幸子、姫川友紀、鷺沢文香、千川ちひろ。
THE IDOLM@STER CINDERELLA GIRLS Cool Summer Vacation!
2014年8月に開催されたコミックマーケット86のCygamesブースにて頒布。
登場キャラクターは、渋谷凛、北条加蓮、神谷奈緒、高垣楓、川島瑞樹、千川ちひろ。
THE IDOLM@STER CINDERELLA GIRLS Passion Winter Activity!
2014年12月に開催されたコミックマーケット87のCygamesブースにて頒布。
登場キャラクターは、本田未央、城ヶ崎美嘉、日野茜、堀裕子、諸星きらり、千川ちひろ。
アニメ『アイドルマスター シンデレラガールズ』BD / DVD 完全生産限定版特典ドラマCD
テレビアニメ版のBD / DVD 完全生産限定版に付属する特典ドラマCD。

THE IDOLM@STER CINDERELLA GIRLS SUMMER FESTIV@L 2015 会場限定CD 『NO MAKE』
2015年8月2日・23日に行われたライブイベント「THE IDOLM@STER CINDERELLA GIRLS SUMMER FESTIV@L 2015」にて販売。

THE IDOLM@STER CINDERELLA GIRLS 4thLIVE TriCastle Story -346 Castle- 会場オリジナルCD 『NO MAKE 2nd SEASON』
2016年9月・10月に行われたライブイベント「THE IDOLM@STER CINDERELLA GIRLS 4thLIVE TriCastle Story」さいたまスーパーアリーナ公演にて販売。

THE IDOLM@STER CINDERELLA GIRLS ICHIBAN KUJI ORIGINAL CD
「一番くじプレミアム アイドルマスター シンデレラガールズ」のE賞景品。
2016年4月から開催されたPART2では、高垣楓、片桐早苗、姫川友紀が登場。
2016年11月から開催されるPART3の「ICHIBAN KUJI ORIGINAL CD 2」では、島村卯月、五十嵐響子、小日向美穂、前川みくが登場。
2016年12月から開催されるPART4の「ICHIBAN KUJI ORIGINAL CD 3」では、アナスタシア、橘ありす、鷺沢文香、新田美波、店員（声 - 土師亜文）が登場。
漫画『アイドルマスター シンデレラガールズ WILD WIND GIRL』特装版オリジナルCD
第1巻特典CDの登場キャラクターは、向井拓海、藤本里奈、前川みく、安部菜々、プロデューサー、部長（第1巻はクレジットなし）、店員（クレジットなし、声優不明）。
第2巻特典CDの登場キャラクターは、向井拓海、藤本里奈、片桐早苗、島村卯月、十時愛梨、塩見周子、プロデューサー、トレーナー、部長。
第3巻特典CDの登場キャラクターは、向井拓海、藤本里奈、片桐早苗、大槻唯、安部菜々、プロデューサー。
第4巻特典CDの登場キャラクターは、向井拓海、藤本里奈、片桐早苗、大槻唯、中野有香、プロデューサー。
第5巻特典CDの登場キャラクターは、向井拓海、藤本里奈、片桐早苗、北条加蓮、神谷奈緒、プロデューサー。
漫画『アイドルマスター シンデレラガールズ U149』特別版オリジナルCD

### その他CD
ボイス入り目覚まし時計 同梱CD
ゲーム2周年記念キャンペーン第5弾「ゲームをあそんで、グッズを当てよう！プレゼントキャンペーン！」の限定オリジナルグッズA賞。2013年11月28日〜2013年12月9日に開催されたゲーム内のイベント「アイドルプロデュース the 2nd Anniversary」にて目覚まし専用応募券で応募したプレイヤーの中から合計80名にプレゼントされた。
登場キャラクターは、島村卯月、安部菜々、佐久間まゆ、渋谷凛、高垣楓、神崎蘭子、本田未央、十時愛梨、赤城みりあ。

## オーディオドラマ
一番くじ
ボイスチケットに記載されたダウンロードIDをバンプレナビの特設サイトにアクセスして入力すると期間限定ボイスをランダムで一つ再生することができる。
ボイス付生ブロマイドセット オリジナルボイス♪ 告白レッスンボイス〜告白のしかた、教えてください!〜
2013年11月から開催された「一番くじ アイドルマスター シンデレラガールズ」のG賞景品に付属。告白レッスンボイス全12種。
登場キャラクターは、緒方智絵里、島村卯月、双葉杏、三村かな子、神崎蘭子、渋谷凛、白坂小梅、高垣楓、城ヶ崎美嘉、城ヶ崎莉嘉、本田未央、諸星きらり。
ボイス付生ブロマイドセット オリジナルボイス
2015年2月から開催された「一番くじ アイドルマスター シンデレラガールズ」のF賞景品に付属。バレンタインボイス全5種。
登場キャラクターは、島村卯月、渋谷凛、本田未央、緒方智絵里、三村かな子。
クリアファイル＆ボイス付ブロマイドセット オリジナルボイス
2015年11月から開催された「一番くじ アイドルマスター シンデレラガールズ 346プロアイドルフェス!!」のI賞景品に付属。346プロサマーアイドルフェスに参加したユニットが感想を話すラジオ番組形式で全3種。
登場ユニットは、new generations（島村卯月、渋谷凛、本田未央）、CANDY ISLAND（双葉杏、三村かな子、緒方智絵里）、*（アスタリスク）（前川みく、多田李衣菜）。
サイン色紙 346プロダクションver. オリジナルボイス
2016年1月から開催された「一番くじプレミアム アイドルマスター シンデレラガールズPART1」のE賞景品に付属。アイドル達が新年にテレビアニメ版の出来事を振り返る内容で全5種。
登場キャラクターは、安部菜々、城ヶ崎美嘉、神谷奈緒＆北条加蓮、白坂小梅＆星輝子、川島瑞樹＆十時愛梨。
フライデーナイトフィーバーキャンペーン
テレビアニメ版と連動したキャンペーンとして本編のサイドストーリーを描いたオーディオドラマ『NO MAKE』と『マジックアワー』がゲーム内で配信されている。
ローソンアプリ限定 オリジナルショートストーリー
「アイドルマスター シンデレラガールズ×ローソンキャンペーン」において2015年2月〜3月に期間限定配信された。プロデュースの参考用にアイドルとして将来やってみたいことを考える。
登場キャラクターは、島村卯月、渋谷凛、本田未央。

## 漫画

### 連載
シンデレラガールズ劇場
ゲーム内にてイベント・ガチャの開催に合わせて不定期で更新される、登場キャラクターたちの日常をコミカルに描いた5コマ漫画。作者は熊ジェット。2017年4月にテレビアニメ化された。
シンデレラガールズ劇場 拡大版
2013年12月から2014年10月の間公開された漫画。通常版とは異なる普通の漫画形式であり、作者は非公開。
シンデレラガールズ劇場わいど☆
2018年4月27日から『スターライトステージ』にて公開されている漫画。

アイドルマスター シンデレラガールズ Shuffle!!
『ガンガンONLINE』にて2012年8月2日より掲載されていた公式アンソロジーコミック。
開始日から2012年11月8日までは、週替わりで下の5作品を順に公開した。
- 第1週 /『ぴよでれら』作：みじんこうか
- 第2週 /『シンデレラ☆エッグ』作：凪庵
- 第3週 /『アイドルはじめました』作：甘党
- 第4週 /『凛ちゃんLesson!』作：タチ
- 第5週 /『うららかリズム』作：阿部かなり ※第5週にあたる日がない場合は第4週に公開

11月22日のリニューアル以降は不定期にゲスト作品を掲載する他、下記の他誌掲載作品のバックナンバーが掲載されていた。
1. 2013年4月25日発売 ISBN 978-4-7575-3902-0

アイドルマスター シンデレラガールズ ニュージェネレーションズ
『月刊ガンガンJOKER』にて2012年10月号から2013年11月号まで連載された。作画はnamo。
島村卯月・渋谷凛・本田未央の3人をメインに据えている。
1. 2013年4月25日発売 ISBN 978-4-7575-3903-7
2. 2013年11月25日発売 ISBN 978-4-7575-4145-0

アイドルマスター シンデレラガールズ ロッキングガール
『月刊ビッグガンガン』にて2012年Vol.11から2017年Vol.04まで連載された。作画はハマちょん。
多田李衣菜・三村かな子・城ヶ崎莉嘉の3人をメインに据えている。
第5話以降、約1年の長期休載を経て2014年1月に再開。以降は不定期連載。なお本作品に限り、ウェブ掲載はニコニコ静画内の「ビッグガンガンおかわり」にて行われている。
1. 2013年4月25日発売 ISBN 978-4-7575-3927-3

アイドルマスター シンデレラガールズ あんさんぶる!
『ヤングガンガン』にて2012年22号から2016年6号まで連載された。作画は千葉サドル、脚本は樫葉ハルキ。
アイドルたちの日常を描いた4コマ漫画。他に通常の漫画形式のエピソードもある。各話の登場キャラクターのプロフィールページも掲載。
1. 2013年11月25日発売 ISBN 978-4-7575-4144-3
2. 2014年12月25日発売 ISBN 978-4-7575-4517-5
3. 2016年4月25日発売 ISBN 978-4-7575-4965-4

アイドルマスター シンデレラガールズ 本日のアイドルさん
『月刊ビッグガンガン』にて2012年Vol.12から2013年Vol.08まで連載された。作者は木吉紗。
1. 2013年11月25日発売 ISBN 978-4-7575-4146-7

アイドルマスター シンデレラガールズ 本日のデレラジさん
『月刊ビッグガンガン』にて2012年Vol.12から2013年Vol.08まで連載された。作者は木吉紗。
掲載エピソードは『本日のアイドルさん』単行本に収録されている。
アイドルマスター シンデレラガールズ デレラジさん
『ガンガンONLINE』にて2013年9月12日から2015年2月12日まで連載された。作画はアジイチ。
掲載エピソードは『デレラジDVD』ブックレットに収録されている。
密着！シンデレラ24時
BDの『G4U!パック』に付属する346プロダクションファンクラブ会報「Cinderella Cafe」連載の漫画。

アニメ放映記念 応援1コマ
アニメ放映記念キャンペーン第2弾としてゲーム内で公開された漫画。

THE IDOLM@STER CINDERELLA GIRLS
テレビアニメ版をベースとするコミカライズ。『月刊ComicREX』にて連載。

アイドルマスター シンデレラガールズ WILD WIND GIRL
『月刊少年チャンピオン』にて2016年5月号から2017年12月号まで連載された。略称は「WWG」。作者は迫ミサキ。向井拓海が主役。
本編後のおまけとしてその回に登場したアイドルを紹介する「IDOL INFORMATION」のコーナーが1ページ掲載されており、単行本にもほぼそのまま収録されている。
2017年8月号では本編の代わりに「THE IDOLM@STER CINDERELLA GIRLS 5thLIVE TOUR Serendipity Parade!!!」石川公演のライブレポートが掲載。
最終話後、番外編『アイドルマスター シンデレラガールズ WILD WIND GIRL Burning Road』が2018年4月号から12月号まで隔月連載された。
番外編開始を記念して、『サイコミ』にて2018年3月15日より出張連載。
2021年12月号にはシンデレラガールズ10周年を記念して特別読み切りが掲載された。
いずれの単行本でも特装版オリジナルCDにはボイスドラマと歌を収録。
1. 2016年9月1日発売 通常版 ISBN 978-4-253-25231-7 / オリジナルCD付き特装版 ISBN 978-4-253-25221-8
2. 2017年2月8日発売 通常版 ISBN 978-4-253-25232-4 / オリジナルCD付き特装版 ISBN 978-4-253-25222-5
3. 2017年6月8日発売 通常版 ISBN 978-4-253-25233-1 / オリジナルCD付き特装版 ISBN 978-4-253-25223-2
4. 2017年11月8日発売 通常版 ISBN 978-4-253-25234-8 / オリジナルCD付き特装版 ISBN 978-4-253-25224-9
5. 2018年3月8日発売 通常版 ISBN 978-4-253-25235-5 / オリジナルCD付き特装版 ISBN 978-4-253-25225-6
6. 2019年3月8日発売 通常版 ISBN 978-4-253-25230-0 / オリジナルCD付き特装版 ISBN 978-4-253-25226-3

アイドルマスター シンデレラガールズ U149
Cygamesのオンライン漫画サイト『サイコミ』にて2016年11月28日より連載。作者は廾之。第3芸能課に所属する身長149cm以下の小学生アイドルが主役。

アイドルマスター シンデレラガールズ After20
Cygamesのオンライン漫画サイト『サイコミ』にて2017年12月23日から2023年12月22日まで連載。作者は半二合。
20歳以上の大人アイドルが主役で、実在する日本酒も紹介されるグルメ漫画。メインの舞台は居酒屋「しんでれら」。
料理・酒監修をT.I.Planningが担当。また、ほとんどの回で酒類メーカーが協力としてクレジットされている。
第4巻以降は一般書店では流通されず一部のアニメショップ、量販店およびCygames公式通販サイト「Cystore」のみでの流通のため、ISBNコードが付与されていない。また、第5巻・第6巻以降は2巻同時発売となっている。
1. 2018年6月29日発売 ISBN 978-4-06-511900-6
2. 2018年12月28日発売、ISBN 978-4-06-514220-2 / ISBN 978-4-06-514576-0 (SPECIAL EDITION)
SPECIAL EDITIONオリジナルCDにはボイスドラマと歌を収録。
3. 2019年6月28日発売、ISBN 978-4-06-516773-1
4. 2020年4月30日発売
5. 2021年4月28日発売
6. 2021年4月28日発売
7. 2022年4月28日発売
8. 2022年4月28日発売
9. 2023年3月30日発売
10. 2023年4月28日発売
11. 2023年5月30日発売
12. 2023年6月30日発売
13. 2023年7月28日発売
14. 2023年8月30日発売

アイドルマスター シンデレラガールズ U149 第3芸能課だよ
『サイコミ』公式Twitterにて2019年2月23日から2023年9月16日まで連載。隔週土曜日更新。作者はやばい。協力は廾之。
4コマ漫画で第3芸能課の日常を描いている。

デレxコミ！
ゲーム内にて2019年4月1日のエイプリルフールに24時間限定で公開。コンテンツの内、漫画3作品が試し読みという形で掲載された。
「しゅーこちゃんは言わせたい～京女たちのアイドル頭脳戦～」は京都出身アイドルが主役。作者は赤坂アカ。
「シンデレラライフ」は子供アイドルが主役。作者は近藤るるる。
「ロマンシング阿部のシンデレラファンタジー」はドナじいが主役。作者はロマンシング阿部。

### アンソロジー
一迅社のDNAメディアコミックスよりアンソロジーコミックが発売されている。各属性版の第2巻にはその時点でのボイス付きアイドルが全員登場するドラマCDが付属。
アイドルマスター シンデレラガールズ コミックアンソロジー cute
1. 2012年10月25日発売 ISBN 978-4-7580-0711-5
2. 2013年9月30日発売 ISBN 978-4-7580-0777-1

アイドルマスター シンデレラガールズ コミックアンソロジー cool
1. 2012年11月30日発売 ISBN 978-4-7580-0721-4
2. 2013年8月31日発売 ISBN 978-4-7580-0766-5

アイドルマスター シンデレラガールズ コミックアンソロジー passion
1. 2012年12月25日発売 ISBN 978-4-7580-0728-3
2. 2013年10月31日発売 ISBN 978-4-7580-0778-8

アイドルマスター シンデレラガールズ コミックアンソロジー shine jewelry!
1. 2014年7月26日発売 ISBN 978-4-7580-0814-3
2. 2014年11月29日発売 ISBN 978-4-7580-0840-2

アイドルマスター シンデレラガールズ コミックアンソロジー SIDE：ANIMATION
1. 2015年6月2日発売 ISBN 978-4-7580-0852-5
2. 2015年11月25日発売 ISBN 978-4-7580-0877-8

アイドルマスター シンデレラガールズ コミックアンソロジー Bright Stars!!
2017年11月25日発売 ISBN 978-4-7580-0972-0

## 主なライブ・イベント

### 単独ライブ
| 年 | タイトル                                                                                  | 日程 | 公演数 | 出典                        |
| --- | ----------------------------------------------------------------------------------------- | --- | ------ | --------------------------- |
| 2014年 | THE IDOLM@STER CINDERELLA GIRLS 1stLIVE WONDERFUL M@GIC!!                                 | 4月5日・6日舞浜アンフィシアター（千葉県） | 3      | [ 71 ]                      |
| - 両日出演：大橋彩香、福原綾香、原紗友里、青木瑠璃子、五十嵐裕美、大坪由佳、高森奈津美、津田美波、松嵜麗、山本希望、佳村はるか - 5日のみ：赤﨑千夏、上坂すみれ、三宅麻理恵、桜咲千依 - 6日のみ：内田真礼、黒沢ともよ、洲崎綾、早見沙織 |                                                                                           | |        |                             |
| 2014年 | THE IDOLM@STER CINDERELLA GIRLS 2ndLIVE PARTY M@GIC!!                                     | 11月30日 国立代々木第一体育館（東京都） | 1      | [ 72 ]                      |
| 出演：大橋彩香、福原綾香、原紗友里、青木瑠璃子、五十嵐裕美、上坂すみれ、桜咲千依、大空直美、金子有希、鈴木絵理、高森奈津美、立花理香、東山奈央、渕上舞、牧野由依、松井恵理子、松嵜麗、松田颯水、三宅麻理恵、山本希望、佳村はるか |                                                                                           | |        |                             |
| 2015年 | THE IDOLM@STER CINDERELLA GIRLS SUMMER FESTIV@L 2015                                      | - 「東京公演」8月2日 舞浜アンフィシアター（千葉県） - 「大阪公演」8月23日 グランキューブ大阪（大阪府） | 2      | [ 73 ]                      |
| - 東京公演 出演：大橋彩香、福原綾香、原紗友里、黒沢ともよ、大空直美、山本希望、青木瑠璃子、五十嵐裕美、高森奈津美、松嵜麗、三宅麻理恵 - 大阪公演 出演：福原綾香、原紗友里、黒沢ともよ、大空直美、山本希望、青木瑠璃子、五十嵐裕美、高森奈津美、大坪由佳、松嵜麗、佳村はるか |                                                                                           | |        |                             |
| 2015年 | THE IDOLM@STER CINDERELLA GIRLS 3rdLIVE シンデレラの舞踏会 - Power of Smile -             | 11月28日・29日 幕張メッセ国際展示場 9-11ホール（千葉県） | 2      | [ 74 ]                      |
| - 両日出演：大橋彩香、福原綾香、原紗友里、青木瑠璃子、五十嵐裕美、大空直美、大坪由佳、黒沢ともよ、高森奈津美、松嵜麗、山本希望、佳村はるか、三宅麻理恵 - 28日のみ：桜咲千依、金子有希、鈴木絵理、立花理香、津田美波、松田颯水、杜野まこ、和氣あず未、武内駿輔 - 29日のみ：洲崎綾、飯田友子、佐藤亜美菜、髙野麻美、照井春佳、東山奈央、松井恵理子、安野希世乃、ルゥティン |                                                                                           | |        |                             |
| 2016年 | THE IDOLM@STER CINDERELLA GIRLS MEMORIAL PARADE                                           | 7月30日 STUDIO COAST（東京都） | 1      | [ 76 ]                      |
| 出演：福原綾香、原紗友里、飯田友子、今井麻夏、黒沢ともよ、髙野麻美、照井春佳、長島光那、ルゥティン |                                                                                           | |        |                             |
| 2016年 | THE IDOLM@STER CINDERELLA GIRLS 4thLIVE TriCastle Story                                   | - 「Starlight Castle」9月3日・4日 神戸ワールド記念ホール（兵庫県） - 「Brand New Castle」10月15日 さいたまスーパーアリーナ（埼玉県） - 「346 Castle」10月16日 さいたまスーパーアリーナ（埼玉県） | 4      | [ 77 ]                      |
| - Starlight Castle - 両日出演：大橋彩香、青木瑠璃子、五十嵐裕美、桜咲千依、大坪由佳、高森奈津美、津田美波、牧野由依、松嵜麗、三宅麻理恵、佳村はるか - 3日のみ：金子真由美、千菅春香、原優子、村中知、長島光那 - サプライズゲスト：安野希世乃 - 4日のみ：今井麻夏、黒沢ともよ、春瀬なつみ、松井恵理子、松田颯水 - サプライズゲスト：福原綾香、原紗友里 Brand New Castle - 出演：藍原ことみ、青木志貴、飯田友子、今井麻夏、桜咲千依、金子真由美、金子有希、木村珠莉、佐藤亜美菜、下地紫野、鈴木絵理、髙野麻美、立花理香、種﨑敦美、千菅春香、長島光那、原優子、春瀬なつみ、牧野由依、村中知、杜野まこ、山下七海、ルゥティン、和氣あず未 - サプライズゲスト：竹達彩奈、久野美咲 346 Castle - 出演：大橋彩香、福原綾香、原紗友里、青木瑠璃子、五十嵐裕美、上坂すみれ、内田真礼、大坪由佳、大空直美、黒沢ともよ、洲崎綾、高森奈津美、渕上舞、松井恵理子、松嵜麗、三宅麻理恵、安野希世乃、山本希望、佳村はるか、武内駿輔 - サプライズゲスト：早見沙織、東山奈央 |                                                                                           | |        |                             |
| 2016年 | THE IDOLM@STER CINDERELLA GIRLS 5th Anniversary Party ニコ生SP                            | 11月19日 森のホール21（千葉県） | 1      | [ 78 ]                      |
| 出演：大橋彩香、福原綾香、原紗友里、青木瑠璃子、大空直美、佳村はるか、種﨑敦美、高橋花林、原田彩楓、高田憂希、松田颯水、三宅麻理恵 |                                                                                           | |        |                             |
| 2017年 | THE IDOLM@STER CINDERELLA GIRLS 5thLIVE TOUR Serendipity Parade!!!                        | - 「宮城公演」5月13日・14日 セキスイハイムスーパーアリーナ（宮城県） - 「石川公演」5月27日・28日 石川県産業展示館4号館（石川県） - 「大阪公演」6月9日・10日 大阪城ホール（大阪府） - 「静岡公演」6月24日・25日 エコパアリーナ（静岡県） - 「幕張公演」7月8日・9日 幕張イベントホール（千葉県） - 「福岡公演」7月29日・30日 西日本総合展示場新館（福岡県） - 「さいたまスーパーアリーナ公演」8月12日・13日 さいたまスーパーアリーナ（埼玉県） | 14     | [ 79 ]                      |
| - 宮城公演 出演：五十嵐裕美、上坂すみれ、桜咲千依、大空直美、金子真由美、佐藤亜美菜、鈴木絵理、伊達朱里紗、千菅春香、東山奈央、のぐちゆり、松嵜麗、三宅麻理恵、杜野まこ、朝井彩加 - 石川公演 出演：青木瑠璃子、飯田友子、大坪由佳、金子有希、洲崎綾、髙野麻美、高橋花林、種﨑敦美、津田美波、長島光那、花守ゆみり、原優子、春瀬なつみ、牧野由依、安野希世乃 - 大阪公演 出演：大橋彩香、今井麻夏、内田真礼、桜咲千依、大空直美、鈴木絵理、立花理香、千菅春香、都丸ちよ、新田ひより、松嵜麗、松田颯水、佳村はるか、ルゥティン、和氣あず未 - 静岡公演 出演：藍原ことみ、青木志貴、青木瑠璃子、安野希世乃、嘉山未紗、黒沢ともよ、髙野麻美、高森奈津美、津田美波、長島光那、原優子、春瀬なつみ、牧野由依、村中知、中島由貴 - 幕張公演 出演：福原綾香、原紗友里、五十嵐裕美、今井麻夏、金子真由美、佐藤亜美菜、立花理香、原田彩楓、藤田茜、三宅麻理恵、杜野まこ、山下七海、佳村はるか、ルゥティン、和氣あず未 - 福岡公演 出演：藍原ことみ、青木志貴、飯田友子、大坪由佳、金子有希、木村珠莉、下地紫野、高田憂希、高森奈津美、種﨑敦美、春野ななみ、渕上舞、松井恵理子、村中知、山本希望 さいたまスーパーアリーナ公演 - 12日出演：五十嵐裕美、上坂すみれ、桜咲千依、大坪由佳、嘉山未紗、木村珠莉、黒沢ともよ、佐藤亜美菜、下地紫野、洲崎綾、高田憂希、高橋花林、高森奈津美、田澤茉純、立花理香、都丸ちよ、中島由貴、新田ひより、のぐちゆり、花守ゆみり、原田彩楓、原田ひとみ、春瀬なつみ、藤田茜、牧野由依、松井恵理子、松嵜麗、三宅麻理恵、杜野まこ、和氣あず未 - 13日出演：大橋彩香、福原綾香、原紗友里、藍原ことみ、青木志貴、青木瑠璃子、赤﨑千夏、朝井彩加、飯田友子、今井麻夏、大空直美、金子真由美、金子有希、鈴木絵理、髙野麻美、竹達彩奈、伊達朱里紗、種﨑敦美、津田美波、千菅春香、照井春佳、東山奈央、長島光那、原優子、春野ななみ、松田颯水、村中知、安野希世乃、山本希望、佳村はるか、ルゥティン |                                                                                           | |        |                             |
| 2017年 | アイドルマスター シンデレラガールズ 6th Anniversary Memorial Party                        | 11月19日 舞浜アンフィシアター（千葉県） | 1      | [ 80 ]                      |
| - 出演：大橋彩香、津田美波、中島由貴、朝井彩加、福原綾香、松井恵理子、佐藤亜美菜、飯田友子、原紗友里、金子有希、鈴木絵理、黒沢ともよ - ゲスト：武田羅梨沙多胡、会沢紗弥、花井美春、田辺留依、佐藤利奈 |                                                                                           | |        |                             |
| 2018年 | アイドルマスター シンデレラガールズ劇場 すぷりんぐふぇすてぃばる 2018                     | 3月3日・4日 舞浜アンフィシアター（千葉県） | 2      | [ 82 ]                      |
| - 両日出演：大空直美、三宅麻理恵、今井麻夏、長島光那、のぐちゆり、松嵜麗 - 3日のみ：種﨑敦美、渕上舞、鈴木絵理 - 4日のみ：五十嵐裕美、原田彩楓、和氣あず未 |                                                                                           | |        |                             |
| 2018年 | THE IDOLM@STER CINDERELLA GIRLS Initial Mess@ge                                           | 4月7日・8日 台北国際会議中心（台湾 台北市） | 2      | [ 83 ]                      |
| 出演：大橋彩香、福原綾香、原紗友里、青木瑠璃子、五十嵐裕美、大空直美、大坪由佳、桜咲千依、黒沢ともよ、鈴木絵理、高森奈津美、松井恵理子、松嵜麗、佳村はるか、ルゥティン |                                                                                           | |        |                             |
| 2018年 | THE IDOLM@STER CINDERELLA GIRLS SS3A Live Sound Booth♪                                    | 9月8日・9日 ヤマダグリーンドーム前橋（群馬県） | 2      | [ 84 ]                      |
| 出演：福原綾香、藍原ことみ、会沢紗弥、朝井彩加、金子真由美、小市眞琴、鈴木絵理、鈴木みのり、髙野麻美、高橋花林、武田羅梨沙多胡、立花理香、田辺留依、津田美波、のぐちゆり、花井美春、原優子、原田彩楓、藤本彩花、松田颯水、安野希世乃、山本希望、佳村はるか、ルゥティン、和氣あず未 ゲスト：深川芹亜、森下来奈、神谷早矢佳 |                                                                                           | |        |                             |
| 2018年 | THE IDOLM@STER CINDERELLA GIRLS 6thLIVE MERRY-GO-ROUNDOME!!!                              | - 「メットライフドーム公演」11月10日・11日 メットライフドーム（埼玉県） - 「ナゴヤドーム公演」12月1日・2日 ナゴヤドーム（愛知県） | 4      | [ 85 ]                      |
| - メットライフドーム公演 - 両日出演：大橋彩香、福原綾香、原紗友里、藍原ことみ、飯田友子、桜咲千依、金子真由美、髙野麻美、立花理香、花守ゆみり、原優子、三宅麻理恵、安野希世乃、山本希望、佳村はるか、ルゥティン - 10日のみ：青木瑠璃子、大坪由佳、木村珠莉、高森奈津美、伊達朱里紗、千菅春香、東山奈央、藤本彩花、村中知、杜野まこ、山下七海 - 11日のみ：青木志貴、朝井彩加、五十嵐裕美、今井麻夏、上坂すみれ、黒沢ともよ、小市眞琴、佐藤亜美菜、洲崎綾、新田ひより、春瀬なつみ ナゴヤドーム公演 - 両日出演：大橋彩香、福原綾香、原紗友里、青木瑠璃子、朝井彩加、五十嵐裕美、大空直美、鈴木絵理、鈴木みのり、高田憂希、高橋花林、津田美波、のぐちゆり、渕上舞、牧野由依、松井恵理子、松嵜麗、松田颯水、和氣あず未 - 1日のみ：大坪由佳、金子有希、嘉山未紗、下地紫野、田澤茉純、都丸ちよ、原田彩楓、三宅麻理恵、神谷早矢佳・深川芹亜・森下来奈 - 2日のみ：会沢紗弥、武田羅梨沙多胡、田辺留依、種﨑敦美、長島光那、中島由貴、花井美春、山下七海 |                                                                                           | |        |                             |
| 2019年 | アイドルマスター シンデレラガールズ スターライトクルーズ                                  | 1月6日・7日 ぱしふぃっくびいなす（神奈川県から出港） | 1      | [ 86 ]                      |
| 出演：五十嵐裕美、佐藤亜美菜、松嵜麗、藍原ことみ、青木瑠璃子、山本希望 |                                                                                           | |        |                             |
| 2019年 | アイドルマスター シンデレラガールズ プロデューサーさん感謝祭 in 新木場スタジオコースト    | 6月16日 STUDIO COAST（東京都） | 1      | [ 87 ]                      |
| 出演：青木瑠璃子、桜咲千依、大坪由佳、高田憂希、立花理香、種﨑敦美、長島光那、原紗友里、松嵜麗 |                                                                                           | |        |                             |
| 2019年 - 2020年 | THE IDOLM@STER CINDERELLA GIRLS 7thLIVE TOUR Special 3chord♪                              | - 「Comical Pops!」9月3日・4日 幕張メッセ国際展示場 9-11ホール（千葉県） - 「Funky Dancing!」11月9日・10日 ナゴヤドーム（愛知県） - 「Glowing Rock!」2月15日・16日 京セラドーム大阪（大阪府） | 6      | [ 88 ]                      |
| - Comical Pops! - 出演：福原綾香、会沢紗弥、藍原ことみ、天野聡美、五十嵐裕美、今井麻夏、桜咲千依、金子真由美、神谷早矢佳、佐藤亜美菜、下地紫野、鈴木絵理、武田羅梨沙多胡、立花日菜、伊達朱里紗、都丸ちよ、長江里加、中島由貴、春瀬なつみ、牧野由依、松嵜麗、三宅麻理恵、森下来奈、杜野まこ、山下七海、山本希望、佳村はるか Funky Dancing! - 出演：大橋彩香、福原綾香、原紗友里、藍原ことみ、五十嵐裕美、大空直美、大坪由佳、髙野麻美、立花理香、中島由貴、藤本彩花、青木志貴、飯田友子、小市眞琴、洲崎綾、鈴木みのり、高橋花林、田辺留依、長島光那、原田彩楓、松井恵理子、金子有希、鈴木絵理、高田憂希、のぐちゆり、深川芹亜、松嵜麗、杜野まこ、安野希世乃、山下七海、山本希望、佳村はるか、和氣あず未 - ゲスト：花谷麻妃、生田輝 - サプライズゲスト：DJ KOO Glowing Rock! - 出演：大橋彩香、福原綾香、原紗友里、朝井彩加、金子真由美、佐倉薫、関口理咲、高森奈津美、立花理香、種﨑敦美、津田美波、新田ひより、牧野由依、三宅麻理恵、青木志貴、青木瑠璃子、内田真礼、桜咲千依、嘉山未紗、佐藤亜美菜、洲崎綾、千菅春香、東山奈央、渕上舞、松井恵理子、村中知、ルゥティン、田澤茉純、花井美春、原優子、松田颯水 - ゲスト：中澤ミナ、星希成奏 - 楽器演奏：IMAJO、睦月周平、滝澤俊輔、山本真央樹、小栢伸五 |                                                                                           | |        |                             |
| 2020年 | THE IDOLM@STER CINDERELLA GIRLS LIVE Broadcast 24magic ～シンデレラたちの24時間生放送！～ | 9月5日 - 6日 | 1      | [ 89 ]                      |
| →詳細は「 アイドルマスター シンデレラガールズ スターライトステージ § 24magic 〜シンデレラたちの24時間生放送！〜 」を参照 |                                                                                           | |        |                             |
| 2020年 | アイドルマスター シンデレラガールズ 9th Anniversary Memorial Party                        | 11月28日 | 1      | [ 90 ]                      |
| 出演：梅澤めぐ、富田美憂、河瀬茉希、大橋彩香、福原綾香、原紗友里、天野聡美、星希成奏、渕上舞、藍原ことみ、高橋花林、松田颯水、津田美波、佐藤利奈 |                                                                                           | |        |                             |
| 2021年 | THE IDOLM@STER CINDERELLA GIRLS Broadcast & LIVE Happy New Yell!!!                        | 1月9日・10日 幕張メッセ国際展示場 1-3ホール（千葉県、無観客・「ASOBISTAGE」の有料生配信のみ） | 2      | [ 92 ]                      |
| - 1月9日：朝井彩加、梅澤めぐ、大空直美、立花理香、照井春佳、都丸ちよ、花谷麻妃、牧野由依、飯田友子、桜咲千依、河瀬茉希、洲崎綾、鈴木みのり、富田美憂、中澤ミナ、ルゥティン、生田輝、高田憂希、深川芹亜、星希成奏、松田颯水 - 1月10日：会沢紗弥、藍原ことみ、天野聡美、高森奈津美、津田美波、新田ひより、三宅麻理恵、嘉山未紗、高橋花林、田辺留依、千菅春香、長島光那、原田彩楓、渕上舞、松井恵理子、村中知、森下来奈、金子有希、武田羅梨沙多胡、田澤茉純、杜野まこ |                                                                                           | |        |                             |
| 2021年 | THE IDOLM@STER CINDERELLA GIRLS NEXT LIVE発表会 SPECIAL STAGE                             | 5月27日 未来研スタジオ（東京都） | 1      | [ 93 ]                      |
| 出演：大橋彩香、福原綾香、原紗友里、藍原ことみ、青木志貴、梅澤めぐ、富田美憂、河瀬茉希 |                                                                                           | |        |                             |
| 2021年 - 2022年 | THE IDOLM@STER CINDERELLA GIRLS 10th ANNIVERSARY M@GICAL WONDERLAND TOUR!!!               | - 「MerryMaerchen Land」10月2日・3日 西日本総合展示場 新館（福岡県） - 「Celebration Land」11月27日・28日 幕張イベントホール（千葉県） - 「CosmoStar Land」12月25日・26日愛知県国際展示場 ホールA（愛知県） - 「Tropical Land」1月29日・30日 幕張イベントホール（千葉県、無観客・「ASOBISTAGE」の有料生配信のみ） | 8      | - 福岡 - 千葉 - 愛知 - 沖縄 |
| - MerryMaerchen Land - 両日出演：会沢紗弥、梅澤めぐ、佐倉薫、髙野麻美、都丸ちよ、花谷麻妃、藤本彩花、牧野由依、今井麻夏、桜咲千依、佐藤亜美菜、高橋花林、東山奈央、長江里加、渕上舞、黒沢ともよ、高田憂希、立花日菜、春瀬なつみ、深川芹亜 - 2日のみ：木村珠莉 Celebration Land - 両日出演：大橋彩香、朝井彩加、五十嵐裕美、立花理香、三宅麻理恵、青木瑠璃子、嘉山未紗、小市眞琴、長島光那、松井恵理子、森下来奈、神谷早矢佳、花井美春、松嵜麗、安野希世乃、佳村はるか、和氣あず未 - 27日のみ：M・A・O - 28日のみ：安齋由香里、井上ほの花、二ノ宮ゆい CosmoStar Land - 両日出演：藍原ことみ、天野聡美、大空直美、金子真由美、関口理咲、福原綾香、青木志貴、飯田友子、洲崎綾、田辺留依、千菅春香、中澤ミナ、村中知、ルゥティン、赤﨑千夏、鈴木絵理、集貝はな、長野佑紀、原優子、山本希望 - 25日のみ：木村珠莉 - 26日のみ：富田美憂 Tropical Land - 出演：大坪由佳、津田美波、中島由貴、新田ひより、上坂すみれ、河瀬茉希、鈴木みのり、原田彩楓、原紗友里、生田輝、金子有希、武田羅梨沙多胡、田澤茉純、伊達朱里紗、のぐちゆり、星希成奏、松田颯水、杜野まこ、山下七海 |                                                                                           | |        |                             |
| 2022年 | THE IDOLM@STER CINDERELLA GIRLS 10th ANNIVERSARY M@GICAL WONDERLAND!!!（ファイナル公演）  | 4月2日・3日 ベルーナドーム（埼玉県） | 2      | - 2日 - 3日                 |
| - 両日出演：大橋彩香、福原綾香、原紗友里、藍原ことみ、青木瑠璃子、飯田友子、五十嵐裕美、今井麻夏、大空直美、大坪由佳、神谷早矢佳、木村珠莉、佐倉薫、関口理咲、髙野麻美、高橋花林、田辺留依、津田美波、長島光那、花井美春、原優子、春瀬なつみ、藤本彩花、渕上舞、松嵜麗、松田颯水、三宅麻理恵、山下七海、佳村はるか、ルゥティン、佐藤利奈 - 4月2日のみ：青木志貴、赤﨑千夏、朝井彩加、桜咲千依、金子有希、下地紫野、鈴木絵理、鈴木みのり、伊達朱里紗、種﨑敦美、千菅春香、東山奈央、都丸ちよ、中島由貴、深川芹亜、村中知、森下来奈、杜野まこ、安野希世乃 - 4月3日のみ：会沢紗弥、天野聡美、安齋由香里、生田輝、井上ほの花、梅澤めぐ、嘉山未紗、河瀬茉希、黒沢ともよ、小市眞琴、高田憂希、武田羅梨沙多胡、田澤茉純、立花日菜、集貝はな、富田美憂、長江里加、中澤ミナ、長野佑紀、新田ひより、二ノ宮ゆい、のぐちゆり、花谷麻妃、早見沙織、原田彩楓、原田ひとみ、星希成奏、和氣あず未 - 楽器演奏（両日）：IMAJO、兼子拓真、滝澤俊輔、睦月周平、山本真央樹 - 声のみの出演（2日のみ）：上坂すみれ、久野美咲、洲崎綾、高森奈津美、立花理香、照井春佳、春野ななみ、藤田茜、牧野由依、山本希望、DJ KOO - 声のみの出演（3日のみ）：内田真礼、金子真由美、佐藤亜美菜、竹達彩奈、花守ゆみり、M・A・O、松井恵理子、武内駿輔、田中敦子、内匠靖明、米内佑希 |                                                                                           | |        |                             |
| 2022年 | THE IDOLM@STER CINDERELLA GIRLS LIKE4LIVE #cg_ootd                                        | 9月3日・4日 日本ガイシホール（愛知県） | 2      | [ 103 ]                     |
| - 両日出演：会沢紗弥、五十嵐裕美、梅澤めぐ、大橋彩香、髙野麻美、中島由貴、花谷麻妃、青木志貴、小市眞琴、鈴木みのり、富田美憂、中澤ミナ、森下来奈、金子有希、鈴木絵理、立花日菜、花井美春、深川芹亜、星希成奏 - 9月3日のみ：藤本彩花、井上ほの花、高田憂希、春瀬なつみ - 9月4日のみ：天野聡美、安齋由香里、青木瑠璃子、集貝はな |                                                                                           | |        |                             |
| 2022年 | THE IDOLM@STER CINDERELLA GIRLS Twinkle LIVE Constellation Gradation                      | 11月26日・27日 ベルーナドーム（埼玉県） | 2      | [ 104 ]                     |
| - 両日出演：安齋由香里、梅澤めぐ、新田ひより、牧野由依、青木瑠璃子、飯田友子、桜咲千依、小市眞琴、田辺留依、千菅春香、二ノ宮ゆい、福原綾香、渕上舞、ルゥティン、赤﨑千夏、生田輝、神谷早矢佳、鈴木絵理、武田羅梨沙多胡、長野佑紀、原紗友里、松嵜麗、山下七海 - 11月26日のみ：高森奈津美、中島由貴、長江里加 - 11月27日のみ：佐倉薫、津田美波、のぐちゆり、安野希世乃 - 楽器演奏（両日）：IMAJO、兼子拓真、滝澤俊輔、睦月周平、山本真央樹 - サプライズゲスト：ももいろクローバーZ（百田夏菜子、玉井詩織、佐々木彩夏、高城れに、11月26日に出演）、広瀬香美（11月27日に出演） |                                                                                           | |        |                             |
| 2023年 | THE IDOLM@STER CINDERELLA GIRLS 燿城夜祭 -かがやきよまつり-                               | 6月10日・11日 大阪城ホール（大阪府） | 2      | [ 105 ]                     |
| - 両日出演：藍原ことみ、髙野麻美、高森奈津美、都丸ちよ、三宅麻理恵、飯田友子、井上ほの花、桜咲千依、嘉山未紗、河瀬茉希、二ノ宮ゆい、村中知、ルゥティン、高田憂希、伊達朱里紗、長野佑紀、松田颯水、佳村はるか、和氣あず未 - 6月10日のみ：新田ひより、神谷早矢佳、田澤茉純 - 6月11日のみ：津田美波 - サプライズゲスト：青木瑠璃子（6月11日に出演） |                                                                                           | |        |                             |
| 2023年 | THE IDOLM@STER CINDERELLA GIRLS Shout out Live!!!                                         | 9月9日・10日 愛知県国際展示場 ホールA（愛知県） | 2      | [ 109 ]                     |
| - 両日出演：藍原ことみ、安齋由香里、梅澤めぐ、佐倉薫、牧野由依、青木志貴、飯田友子、高橋花林、原涼子、原田彩楓、渕上舞、松井恵理子、森下来奈、金子有希、木村珠莉、高田憂希、立花日菜、安野希世乃、山下七海 - 9月9日のみ：朝井彩加、大橋彩香、富田美憂 - 9月10日のみ：市ノ瀬加那、生田輝、松田颯水 - 楽器演奏（両日）：IMAJO、兼子拓真、滝澤俊輔、睦月周平、山本真央樹 |                                                                                           | |        |                             |
| 2024年 | THE IDOLM@STER CINDERELLA GIRLS UNIT LIVE TOUR ConnecTrip!                                | 2月3日 やまぎん県民ホール（山形県） 3月10日 トーサイクラシックホール岩手（岩手県） 4月6日 Zepp Osaka Bayside（大阪府） 5月19日 Zepp FUKUOKA（福岡県） 6月1日 Zepp DiverCity Tokyo（東京都） 6月16日 本多の森北電ホール（石川県） | 12     | [ 111 ]                     |
| - 山形公演：飯田友子、洲崎綾、藍原ことみ、髙野麻美、河瀬茉希、山下七海、二ノ宮ゆい - 岩手公演：会沢紗弥、天野聡美、高橋花林、津田美波、鈴木みのり、長江里加、中島由貴 - 大阪公演：福原綾香、松井恵理子、渕上舞、内田真礼、青木志貴、佐倉薫、関口理咲 - 福岡公演：鈴木絵理、和氣あず未、のぐちゆり、神谷早矢佳、長野佑紀、小市眞琴、集貝はな - 東京公演：原紗友里、赤﨑千夏、金子有希、M・A・O、森下来奈、梅澤めぐ、富田美憂、星希成奏 - 石川公演：立花理香、ルゥティン、田澤茉純、嘉山未紗、新田ひより、高田憂希、桜咲千依 |                                                                                           | |        |                             |
| 2024年 | THE IDOLM@STER CINDERELLA GIRLS STARLIGHT FANTASY                                         | 9月14日・15日 Kアリーナ横浜（神奈川県） | 2      | [ 112 ]                     |
| - 両日出演：藍原ことみ、安齋由香里、五十嵐裕美、大橋彩香、小森結梨、関口理咲、 立花理香、都丸ちよ、中島由貴、藤本彩花、青木瑠璃子、大木咲絵子、鈴木みのり、高橋花林、長江里加、長島光那、松井恵理子、生田輝、金子有希、鈴木絵理、高田憂希、武田羅梨沙多胡、深川芹亜、星希成奏、松永あかね - 14日のみ：佐倉薫、市ノ瀬加那、原涼子 - 15日のみ：下地紫野、青木志貴、井上ほの花 |                                                                                           | |        |                             |
| 2025年 | THE IDOLM@STER CINDERELLA GIRLS STARLIGHT STAGE 10th ANNIVERSARY TOUR Let’s AMUSEMENT!!!  | 3月8日・9日 大阪城ホール（大阪府） 4月26日・27日 有明アリーナ 6月7日・8日 沖縄アリーナ（沖縄県） 6月28日・29日 マリンメッセ福岡 | 8      | [ 113 ]                     |
| - 大阪公演 出演：大橋彩香、五十嵐裕美、梅澤めぐ、大空直美、小森結梨、花谷麻妃、牧野由依、髙野麻美、福原綾香、田辺留依、富田美憂、中澤ミナ、長島光那、原涼子、原紗友里、金子有希、高田憂希、深川芹亜、星希成奏、松嵜麗、松永あかね 東京公演 - 両日出演：会沢紗弥、藍原ことみ、天野聡美、大坪由佳、髙野麻美、高森奈津美、立花理香、新田ひより、飯田友子、内田真礼、高橋花林、松井恵理子、村中知、森下来奈、ルゥティン、花井美春、原優子、佳村はるか、 - 4月26日のみ：朝井彩加、照井春佳、上坂すみれ、松田颯水 - 4月27日のみ：田澤茉純、立花日菜、集貝はな、長野佑紀 - 沖縄公演 出演：安齋由香里、下地紫野、都丸ちよ、藤本彩花、青木瑠璃子、井上ほの花、大木咲絵子、河瀬茉希、小市眞琴、二ノ宮ゆい、生田輝、武田羅梨沙多胡、田澤茉純、集貝はな、のぐちゆり、春瀬なつみ、安野希世乃、山下七海、山本希望 - 福岡公演 出演：佐倉薫、関口理咲、津田美波、中島由貴、福原綾香、桜咲千依、嘉山未紗、鈴木みのり、千菅春香、東山奈央、長江里加、原田彩楓、赤﨑千夏、神谷早矢佳、鈴木絵理、高田憂希、立花日菜、伊達朱里紗、長野佑紀、松田颯水 |                                                                                           | |        |                             |
| 2025年 | THE IDOLM@STER CINDERELLA GIRLS 10th MEMORIAL LIVE STARLIGHT STAGE（ファイナル公演）      | 9月6日・7日 Kアリーナ横浜 | 2      | [ 116 ]                     |
| - 9月6日：藍原ことみ、朝井彩加、大坪由佳、小森結梨、佐倉薫、下地紫野、関口理咲、髙野麻美、立花理香、都丸ちよ、中島由貴、花谷麻妃、藤本彩花、飯田友子、小市眞琴、鈴木みのり、高橋花林、田辺留依、東山奈央、長江里加、中澤ミナ、長島光那、二ノ宮ゆい、原涼子、原田彩楓、森下来奈、木村珠莉、黒沢ともよ、高田憂希、立花日菜、集貝はな、のぐちゆり、原田ひとみ、春瀬なつみ、松嵜麗、松永あかね、山本希望、佳村はるか - 9月7日：会沢紗弥、天野聡美、安齋由香里、五十嵐裕美、梅澤めぐ、大橋彩香、金子真由美、竹達彩奈、津田美波、新田ひより、牧野由依、青木瑠璃子、井上ほの花、桜咲千依、大木咲絵子、嘉山未紗、河瀬茉希、千菅春香、富田美憂、福原綾香、渕上舞、松井恵理子、村中知、赤﨑千夏、生田輝、金子有希、神谷早矢佳、鈴木絵理、武田羅梨沙多胡、田澤茉純、長野佑紀、原優子、深川芹亜、星希成奏、松田颯水、安野希世乃、山下七海 - 楽器演奏（両日）：滝澤俊輔、睦月周平、兼子拓真、山本真央樹 |                                                                                           | |        |                             |
| 2025年 | CINDERELLA GIRLS fes. Once Upon a St@rs                                                   | 11月29日・30日 幕張メッセ 国際展示場ホール9-11 | 4      | [ 117 ]                     |
| - 第1公演「Luminaria Tiara」 出演：赤城みりあ、安部菜々、輿水幸子、佐藤心、島村卯月、城ヶ崎美嘉、城ヶ崎莉嘉、辻野あかり、久川凪、久川颯、双葉杏、本田未央、森久保乃々、諸星きらり、夢見りあむ - 第2公演「Nocturne Crown」 出演：一ノ瀬志希、大槻唯、神谷奈緒、神崎蘭子、鷺沢文香、塩見周子、渋谷凛、砂塚あきら、高垣楓、橘ありす、早坂美玲、速水奏、北条加蓮、星輝子、宮本フレデリカ - 第3公演「Princess Riot」 出演：LiPPS & DJぴにゃスターズ（速水奏、塩見周子、城ヶ崎美嘉、一ノ瀬志希、宮本フレデリカ、アナスタシア、大槻唯、神谷奈緒、小早川紗枝、白坂小梅、新田美波、早坂美玲、久川颯、北条加蓮、星輝子、森久保乃々、諸星きらり、DJぴにゃこら太） - 第4公演「Ever Starlight」 出演：島村卯月、渋谷凛、本田未央、辻野あかり、砂塚あきら、夢見りあむ、赤城みりあ、安部菜々、輿水幸子、鷺沢文香、佐藤心、橘ありす |                                                                                           | |        |                             |

### 合同ライブ・ゲスト出演
| 公演年 | 形態   | タイトル                                                                            | 公演日・会場                                                            | 出演者 | 出典            |
| ------ | ------ | ----------------------------------------------------------------------------------- | ----------------------------------------------------------------------- | --- | --------------- |
| 2013年 | ゲスト | @JAM 2013                                                                           | 全1公演：6月22日 Zepp DiverCity (TOKYO)（東京都）                       | 大橋彩香、青木瑠璃子、福原綾香 | [ 118 ]         |
| 2013年 | ゲスト | THE IDOLM@STER 8th ANNIVERSARY HOP!STEP!!FESTIV@L!!! 名古屋公演                     | 全1公演：7月7日 Zepp Nagoya（愛知県）                                   | 大橋彩香、佳村はるか、山本希望 | [ 119 ]         |
| 2013年 | ゲスト | THE IDOLM@STER 8th ANNIVERSARY HOP!STEP!!FESTIV@L!!! 大阪公演                       | 全2公演：7月20日・21日 オリックス劇場（大阪府）                         | 両日出演：五十嵐裕美、松嵜麗 20日のみ：高森奈津美 21日のみ：原紗友里 | [ 119 ]         |
| 2013年 | ゲスト | Animelo Summer Live 2013 -FLAG NINE-                                                | 全1公演：8月23日 さいたまスーパーアリーナ（埼玉県）                     | 福原綾香、原紗友里、青木瑠璃子、五十嵐裕美、黒沢ともよ、高森奈津美、松嵜麗、三宅麻理恵、山本希望、佳村はるか | [ 120 ]         |
| 2013年 | ゲスト | THE IDOLM@STER 8th ANNIVERSARY HOP!STEP!!FESTIV@L!!! 幕張公演                       | 全2公演：9月21日・22日 幕張イベントホール（千葉県）                     | 大橋彩香、福原綾香 | [ 119 ]         |
| 2014年 | ゲスト | リスアニ! LIVE 4 SATURDAY STAGE                                                     | 全1公演：1月25日 日本武道館（東京都）                                   | 大橋彩香、五十嵐裕美、津田美波、福原綾香、内田真礼、洲崎綾、原紗友里、松嵜麗、佳村はるか | [ 121 ]         |
| 2014年 | 合同   | THE IDOLM@STER M@STERS OF IDOL WORLD!!2014                                          | 全2公演：2月22日・23日 さいたまスーパーアリーナ（埼玉県）               | 両日出演：大橋彩香、福原綾香、原紗友里、青木瑠璃子、松嵜麗、佳村はるか 23日のみ：五十嵐裕美、山本希望、高森奈津美、黒沢ともよ、三宅麻理恵 | [ 122 ]         |
| 2014年 | ゲスト | 超音楽祭2014                                                                        | 4月27日 幕張メッセ（千葉県）                                            | 原紗友里 | [ 123 ]         |
| 2014年 | ゲスト | Animelo Summer Live 2014 -ONENESS-                                                  | 全1公演：8月30日 さいたまスーパーアリーナ（埼玉県）                     | 大橋彩香、福原綾香、原紗友里、青木瑠璃子、松嵜麗、佳村はるか | [ 124 ]         |
| 2014年 | ゲスト | TOKYOアニメパーク BANDAI NAMCO ANIME CAMP 2014                                      | 全1公演：9月21日 潮風公園太陽の広場（東京都）                           | 大橋彩香、福原綾香、原紗友里、大空直美、青木瑠璃子、松嵜麗 | [ 125 ]         |
| 2014年 | ゲスト | Anime Festival Asia 2014 I LOVE ANISONG Concert                                     | 全1公演：12月6日 サンテック・シンガポール国際会議展示場（シンガポール） | 大橋彩香 | [ 126 ]         |
| 2015年 | ゲスト | リスアニ! LIVE 5 SATURDAY STAGE                                                     | 全1公演：1月24日 日本武道館（東京都）                                   | 大橋彩香、福原綾香、原紗友里、青木瑠璃子、上坂すみれ、洲崎綾、高森奈津美、津田美波、松嵜麗、三宅麻理恵、山本希望、佳村はるか | [ 127 ]         |
| 2015年 | ゲスト | 超音楽祭2015                                                                        | 4月25日 幕張メッセ（千葉県）                                            | 福原綾香 | [ 128 ]         |
| 2015年 | 合同   | THE IDOLM@STER M@STERS OF IDOL WORLD 2015                                           | 全2公演：7月18日・19日 西武プリンスドーム（埼玉県）                     | 両日出演：大橋彩香、福原綾香、原紗友里、青木瑠璃子、大空直美、松嵜麗 19日のみ：五十嵐裕美、黒沢ともよ、洲崎綾、高森奈津美、山本希望、佳村はるか、武内駿輔 | [ 129 ]         |
| 2015年 | ゲスト | Animelo Summer Live 2015 -THE GATE-                                                 | 全1公演：8月29日 さいたまスーパーアリーナ（埼玉県）                     | 大橋彩香、福原綾香、原紗友里、黒沢ともよ、大空直美、内田真礼、山本希望、青木瑠璃子、洲崎綾、五十嵐裕美、高森奈津美、大坪由佳、松嵜麗、佳村はるか | [ 130 ]         |
| 2015年 | ゲスト | MUSIC JAPAN 11月15日放送分公開収録                                                  | 全1公演：10月19日 NHKホール（東京都）                                   | 大橋彩香、福原綾香、原紗友里、五十嵐裕美、松嵜麗、青木瑠璃子、佳村はるか | [ 131 ]         |
| 2016年 | ゲスト | リスアニ! LIVE 2016                                                                 | 全1公演：1月23日 日本武道館（東京都）                                   | 大橋彩香、福原綾香、原紗友里 | [ 132 ]         |
| 2016年 | ゲスト | Animelo Summer Live 2016 刻-TOKI-                                                   | 全1公演：8月26日 さいたまスーパーアリーナ（埼玉県）                     | 大橋彩香、福原綾香、原紗友里、高森奈津美、青木瑠璃子、大坪由佳、黒沢ともよ、渕上舞、松井恵理子、飯田友子、佐藤亜美菜 | [ 133 ]         |
| 2016年 | ゲスト | リスアニ! LIVE TAIWAN Supported by 戰鬥女子學園                                     | 全1公演：12月4日 台北国際会議中心（台湾 台北市）                        | 大橋彩香、飯田友子、五十嵐裕美、松嵜麗、佳村はるか、ルゥティン | [ 134 ]         |
| 2017年 | ゲスト | ANISONG WORLD MATSURI 〜JAPAN KAWAII LIVE〜                                         | 全1公演：6月30日 マイクロソフトシアター（アメリカ ロサンゼルス）        | 髙野麻美、佳村はるか、五十嵐裕美、黒沢ともよ、松嵜麗、飯田友子 | [ 135 ]         |
| 2018年 | ゲスト | ANISONG WORLD MATSURI 〜JAPAN KAWAII LIVE〜                                         | 全1公演：7月7日 マイクロソフトシアター（アメリカ ロサンゼルス）         | 藍原ことみ、青木瑠璃子、飯田友子、黒沢ともよ、牧野由依、松嵜麗 | [ 136 ]         |
| 2018年 | ゲスト | Bilibili Macro Link- Star Phase × Anisong World Matsuri 2018                        | 全1公演：7月21日 メルセデス・ベンツアリーナ（中国 上海市）              | 大橋彩香、大空直美、黒沢ともよ、髙野麻美、松嵜麗、ルゥティン | [ 137 ]         |
| 2018年 | ゲスト | MOTTO ANISONG FESTIVAL 2018                                                         | 全1公演：8月12日 中山紀念堂（中国 広州市）                              | 飯田友子、五十嵐裕美、大橋彩香、ルゥティン | [ 138 ]         |
| 2018年 | ゲスト | CygamesFes2018 アイドルマスター シンデレラガールズ 7th Anniversary Memorial STAGE!! | 全1公演：12月6日 幕張メッセ国際展示場（千葉県）                         | 会沢紗弥、藍原ことみ、飯田友子、神谷早矢佳、鈴木みのり、三宅麻理恵、森下来奈、山本希望、佳村はるか | [ 139 ]         |
| 2019年 | ゲスト | バンダイナムコエンターテインメントフェスティバル                                    | 全2公演：10月19日・20日 東京ドーム（東京都）                            | 両日出演：藍原ことみ、髙野麻美、ルゥティン 19日のみ：大橋彩香、福原綾香、原紗友里、立花理香、今井麻夏、春瀬なつみ、小市眞琴、佐藤亜美菜 20日のみ：飯田友子、佳村はるか、朝井彩加、高橋花林、松田颯水、五十嵐裕美、松嵜麗、青木瑠璃子、高森奈津美                                         | [ 140 ]         |
| 2019年 | ゲスト | シブヤノオト                                                                        | 全1公演：11月17日 NHKホール（東京都）                                   | 飯田友子、ルゥティン、佳村はるか、髙野麻美、藍原ことみ | [ 141 ]         |
| 2020年 | ゲスト | 第3回 こころの歌人たち「作曲家 弦哲也」 （NHK BSプレミアム 3月22日放送）            | 全1公演：3月3日 古賀政男音楽博物館 けやきホール（東京都）               | 花井美春 | [ 143 ]         |
| 2020年 | ゲスト | シブヤノオト and more FES.2020                                                      | 全1公演：10月10日 NHKホール（東京都）                                   | 大橋彩香、中島由貴、高田憂希、青木志貴、長江里加 | [ 144 ]         |
| 2020年 | ゲスト | SONGS OF TOKYO Festival 2020                                                        | 全1公演：10月10日 - 11日 NHKホール（東京都）                            | 大橋彩香、山下七海、松井恵理子 | [ 145 ]         |
| 2021年 | ゲスト | リスアニ! LIVE 2021                                                                 | 全1公演：2月27日 日本武道館（東京都）                                   | 青木瑠璃子、安野希世乃、小市眞琴、集貝はな、東山奈央、花井美春 | [ 146 ]         |
| 2021年 | ゲスト | Bilibili World 2021 上海×日本特設会場                                               | 7月1日 会場不明（「bilibili」の無料生配信のみ）                         | 大橋彩香 | [ 147 ]         |
| 2021年 | 合同   | スタマス発売直前！アイドルマスター スターリットシーズン スペシャルトーク＆ステージ  | 全1公演：10月11日 MIRAIKEN studio（東京都）                             | 五十嵐裕美、三宅麻理恵 | [ 148 ]         |
| 2022年 | ゲスト | バンダイナムコエンターテインメントフェスティバル 2nd                                | 全2公演：5月14日・15日 ZOZOマリンスタジアム（千葉県）                   | 5月14日：福原綾香、渕上舞、松井恵理子、藍原ことみ、青木志貴、井上ほの花、安齋由香里、二ノ宮ゆい、三宅麻理恵、五十嵐裕美 5月15日：大橋彩香、髙野麻美 | [ 149 ]         |
| 2022年 | ゲスト | 『xR ARTISTS SUPER FES 2022』xR Millennium LIVE@Earth                               | 7月3日 会場不明（有料生配信のみ）                                       | 長江里加、ルゥティン | [ 150 ] [ 151 ] |
| 2022年 | 合同   | THE IDOLM@STER ORCHESTRA CONCERT 〜SYMPHONY OF FIVE STARS!!!!!〜                    | 11月12日 幕張メッセ イベントホール（千葉県）                            | 高垣楓 | [ 152 ] [ 153 ] |
| 2022年 | ゲスト | 第6回ももいろ歌合戦                                                                 | 全1公演：12月31日 日本武道館（東京都）                                  | 安齋由香里、山下七海、渕上舞 | [ 154 ]         |
| 2023年 | 合同   | THE IDOLM@STER M@STERS OF IDOL WORLD!!!!! 2023                                      | 2月11日・12日 東京ドーム（東京都）                                      | 11日：福原綾香、松井恵理子、渕上舞、千菅春香、桜咲千依、長島光那、田辺留依、東山奈央、花井美春、今井麻夏、黒沢ともよ、集貝はな 12日：原紗友里、小市眞琴、生田輝、藍原ことみ、青木志貴、河瀬茉希、原田彩楓、松田颯水、鈴木みのり、五十嵐裕美、松嵜麗、立花日菜、長江里加                  | [ 155 ]         |
| 2023年 | ゲスト | 異次元フェス アイドルマスター★♥ラブライブ！歌合戦                                   | 12月9日・10日 東京ドーム（東京都）                                      | 9日：藍原ことみ、五十嵐裕美、髙野麻美、中島由貴、飯田友子、井上ほの花、上坂すみれ、洲崎綾、富田美憂、ルゥティン、生田輝、立花日菜、山下七海 10日：大橋彩香、福原綾香、原紗友里、佐藤亜美菜、黒沢ともよ、集貝はな、小市眞琴、今井麻夏、春瀬なつみ、久野美咲、小森結梨、中澤ミナ、花谷麻妃 | [ 156 ]         |
| 2024年 | ゲスト | 星街すいせい6周年記念LIVE「SheenderellaDay」                                        | 3月22日 YouTube配信                                                     | 高垣楓 | [ 157 ]         |
| 2024年 | 合同   | THE IDOLM@STER M@STER EXPO                                                          | 12月14日・15日 幕張メッセ（千葉県）                                     | 高垣楓、速水奏、安部菜々、佐藤心、久川颯、久川凪 | [ 158 ]         |
| 2025年 | ゲスト | MaiNote Festival 2025                                                               | 4月11日 Zepp DiverCity（東京都）                                        | 福原綾香、五十嵐裕美、松嵜麗、山本希望、佳村はるか | [ 159 ]         |
| 2025年 | 合同   | THE IDOLM@STER 20th anniversary ORCHESTRA CONCERT SYMPHONY OF BRILLIANT STARS       | 7月21日 パシフィコ横浜国立大ホール（神奈川県）                          | 鈴木みのり（夜公演のみ） | [ 160 ] [ 161 ] |
| 2025年 | 合同   | THE IDOLM@STER M@STERS OF IDOL WORLD 2025                                           | 12月12日・13日 京セラドーム大阪                                         | 12日：梅澤めぐ、富田美憂、星希成奏、牧野由依、渕上舞、津田美波、青木瑠璃子、大空直美、鈴木絵理、のぐちゆり 13日：大橋彩香、髙野麻美、深川芹亜、福原綾香、関口理咲、千菅春香、山下七海、金子真由美、佳村はるか                                                                            | [ 162 ] [ 163 ] |

### BD
シンデレラガールズ単独のライブを収録した商品を記載。
THE IDOLM@STER CINDERELLA GIRLS 1stLIVE WONDERFUL M@GIC!! Blu-ray BOX
2014年11月26日発売。3枚組。Disc.1の「0405」とDisc.2の「0406」は本編やVISUAL M@GICモード（VJ映像をミックスしたモード）が収録されオーディオコメンタリーが付いている。Disc.3のSPECIAL DISCは4月6日昼公演ダイジェスト映像とマルチアングル映像を収録。各ケースと一体型のオールカラー計236ページのブックレットが付属。同日に「0405」と「0406」が単品発売。
THE IDOLM@STER CINDERELLA GIRLS 2ndLIVE PARTY M@GIC!! Blu-ray BOX
2015年10月28日発売。3枚組。Disc.1とDisc.2は本編が収録されオーディオコメンタリーが付いている。SPECIAL DISCはマルチアングル映像やVISUAL M@GICモードなどを収録。オールカラー計233ページのブックレットが付属。
THE IDOLM@STER CINDERELLA GIRLS 3rdLIVE シンデレラの舞踏会 - Power of Smile - Blu-ray BOX
2016年8月24日発売。5枚組。本編のDay1とDay2が各2枚ずつ収録されオーディオコメンタリーが付いている。Special Discはマルチアングル映像やVISUAL M@GICモードなどを収録。オールカラー計320ページのメモリアルフォトブックが付属。
THE IDOLM@STER CINDERELLA GIRLS 4thLIVE TriCastle Story Blu-ray BOX
2017年8月30日発売。7枚組。本編の「Starlight Castle」「Brand new Castle」「346 Castle」が各2枚ずつ収録されオーディオコメンタリーが付いている。Special Discはマルチアングル映像やVISUAL M@GICモード、メイキング映像「シンデレラの舞台裏」などを収録。オールカラー計448ページのメモリアルフォトブックが付属。コロムビアミュージックショップでは先着予約購入特典としてライブ音源を収録したCD「SPECIAL LIVE ALBUM」が付属。ララビット特装版は公式コンサートライト（4thLIVE ゲストアイドルver.）4本が付属。
THE IDOLM@STER CINDERELLA GIRLS 5thLIVE TOUR Serendipity Parade!!! Blu-ray
地方6公演は各2枚組。Disc.1はDay2公演が収録されオーディオコメンタリーが付いている。Disc.2はDay1公演のMCパート（全収録）および全楽曲（ダイジェスト収録）のほか、特典映像としてメイキング「Serendipity BACKSTAGE!!!」などを収録。公演ごとにオールカラー104ページのメモリアルフォトブックが付属。
さいたまスーパーアリーナ公演は6枚組。本編のDay1とDay2が各2枚ずつ収録されオーディオコメンタリーが付いている。Disc.5とDisc.6はDay1とDay2の特典映像としてメイキング「Serendipity BACKSTAGE!!!」のほか、マルチアングル映像やVISUAL M@GICモードなどを収録。オールカラー計416ページのメモリアルフォトブックが付属。
コロムビアミュージックショップでは連動特典としてライブ音源を収録したCD「SPECIAL LIVE ALBUM」（全3枚）が付属。
THE IDOLM@STER CINDERELLA GIRLS 5thLIVE TOUR Serendipity Parade!!! @MIYAGI
2018年5月30日発売。宮城公演を収録。
THE IDOLM@STER CINDERELLA GIRLS 5thLIVE TOUR Serendipity Parade!!! @ISHIKAWA
2018年6月13日発売。石川公演を収録。
THE IDOLM@STER CINDERELLA GIRLS 5thLIVE TOUR Serendipity Parade!!! @OSAKA
2018年6月27日発売。大阪公演を収録。
前半3タイトルのディスクとフォトブックを収納できるBOXが付属。
THE IDOLM@STER CINDERELLA GIRLS 5thLIVE TOUR Serendipity Parade!!! @SHIZUOKA
2018年7月11日発売。静岡公演を収録。
THE IDOLM@STER CINDERELLA GIRLS 5thLIVE TOUR Serendipity Parade!!! @MAKUHARI
2018年7月25日発売。幕張公演を収録。
THE IDOLM@STER CINDERELLA GIRLS 5thLIVE TOUR Serendipity Parade!!! @FUKUOKA
2018年8月8日発売。福岡公演を収録。
後半3タイトルのディスクとフォトブックを収納できるBOXが付属。
THE IDOLM@STER CINDERELLA GIRLS 5thLIVE TOUR Serendipity Parade!!! @SAITAMA SUPER ARENA
2018年8月29日発売。さいたまスーパーアリーナ公演を収録。
アソビストア特装版は2017年12月8日・9日に中国上海で行われたSSA公演の上映会&トークイベントや現地ロケなどを収録したBD「THE IDOLM@STER CINDERELLA GIRLS in SHANGHAI」、およびライブツアーのミニフラッグが付属。
THE IDOLM@STER CINDERELLA GIRLS SS3A Live Sound Booth♪ Blu-ray
2019年4月24日発売（2サイト限定販売）。3枚組。Disc.1とDisc.2は本編のDay1公演とDay2公演がそれぞれ収録されオーディオコメンタリーが付いている。Disc.3はマルチアングル映像やメイキング「SS3A Live Sound Booth♪～Behind the scenes～」などを収録。オールカラー計207ページのメモリアルフォトブックが付属。コロムビアミュージックショップでは購入特典としてライブ音源を収録したCD「SPECIAL LIVE ALBUM」が付属。アソビストア特装版はオリジナルアクリルクロックが付属。
THE IDOLM@STER CINDERELLA GIRLS 6thLIVE MERRY-GO-ROUNDOME!!! Blu-ray BOX
2019年8月7日（2サイト限定販売）。メットライフドームとナゴヤドームの2公演のセットで各5枚組。それぞれのDisc1-2にはDay1公演、Disc3-4にはDay2公演がそれぞれトーク部分も含め収録され、オーディオコメンタリーが付いている。それぞれのDisc5はメイキング映像、マルチアングル映像10曲、VJミックスしたVISUAL M@GICモード4曲を収録。オールカラーのメモリアルフォトブックが3冊ずつ付属。コロムビアミュージックショップでは購入特典としてライブ音源を収録したCD「SPECIAL LIVE ALBUM」が付属。アソビストア特装版は公式コンサートライト（6thLIVE ゲストアイドルver.）3本、メモリアルドーム型クリスタル、オリジナルコースター4種セットが付属するほか、購入特典としてオリジナルグラスも付属する。
メットライフドーム公演とナゴヤドーム公演を分けての販売も実施。
THE IDOLM@STER CINDERELLA GIRLS 6thLIVE MERRY-GO-ROUNDOME!!! @METLIFE DOME BOX
5枚組。メットライフドーム公演を収録。
THE IDOLM@STER CINDERELLA GIRLS 6thLIVE MERRY-GO-ROUNDOME!!! @NAGOYA DOME BOX
5枚組。ナゴヤドーム公演を収録。
THE IDOLM@STER CINDERELLA GIRLS 7thLIVE TOUR Special 3chord♪ Blu-ray
各公演Disc5枚組。Disc.1とDisc.2にはDay1公演、Disc.3とDisc.4にはDay2公演、Disc.5には特典映像としてメイキング・舞台裏映像やマルチアングル映像、VISUAL M@GICモードなどを収録。コロムビアミュージックショップでは購入特典としてライブ音源を収録したCD「SPECIAL LIVE ALBUM」が付属。
THE IDOLM@STER CINDERELLA GIRLS 7thLIVE TOUR Special 3chord♪ Comical Pops!@MAKUHARI MESSE
2020年4月15日発売。幕張メッセ公演を収録。
THE IDOLM@STER CINDERELLA GIRLS 7thLIVE TOUR Special 3chord♪ Funky Dancing!@ NAGOYA DOME
2020年6月17日発売。ナゴヤドーム公演を収録。
THE IDOLM@STER CINDERELLA GIRLS 7thLIVE TOUR Special 3chord♪ Glowing Rock ! @ KYOCERA DOME OSAKA
2020年8月12日発売。京セラドーム大阪公演を収録。Disc.5の特典映像には他公演同様のものに加え、シンデレラバンドを中心としたカット構成の「バンド・エディション映像」とバンドメンバーによるオーディオコメンタリーを収録。
THE IDOLM@STER CINDERELLA GIRLS Live Broadcast 24magic ～シンデレラたちの24時間生放送！～ Blu-ray
2021年4月21日発売。

THE IDOLM@STER CINDERELLA GIRLS 10th ANNIVERSARY M@GICAL WONDERLAND TOUR!!! MerryMaerchen Land & Celebration Land Blu-ray
2022年7月6日発売。
THE IDOLM@STER CINDERELLA GIRLS 10th ANNIVERSARY M@GICAL WONDERLAND TOUR!!! CosmoStar Land & Tropical Land Blu-ray
2022年10月12日発売。
THE IDOLM@STER CINDERELLA GIRLS 10th ANNIVERSARY M@GICAL WONDERLAND!!! Blu-ray
2022年12月27日発売。
THE IDOLM@STER CINDERELLA GIRLS LIKE4LIVE #cg_ootd Blu-ray
2023年4月19日発売。
THE IDOLM@STER CINDERELLA GIRLS Twinkle LIVE Constellation Gradation Blu-ray
2023年8月2日発売。
THE IDOLM@STER CINDERELLA GIRLS 燿城夜祭 -かがやきよまつり- Blu-ray
2024年3月6日発売。
THE IDOLM@STER CINDERELLA GIRLS Shout out Live!!! Blu-ray
2024年7月3日発売。